# 아프리카 분할

1913년 서유럽 식민 제국이 지배했던 아프리카 지역에 현재의 국경선이 겹쳐져 있는 지도.
벨기에
프랑스
독일
이탈리아
포르투갈
스페인
영국
독립

아프리카 분할은 19세기 후반에서 20세기 초반 "신제국주의" 시대에 제2차 산업 혁명으로 주도된 벨기에, 프랑스, 독일, 영국, 이탈리아, 포르투갈, 스페인 등 7개 서유럽 세력이 아프리카 대부분을 침공, 정복, 식민화한 사건이다.
1870년에는 대륙의 10%만이 공식적으로 유럽의 통제하에 있었다. 1914년에는 이 수치가 거의 90%로 증가했으며 이 때까지 아프리카에서 주권을 유지한 국가는 라이베리아, 에티오피아, 에그바, 아우사, 세누시야, 음분다, 데르비시국, 다르푸르 술탄국, 오밤보 왕국 뿐이었으며 이마저도 대부분은 나중에 정복되었다.
1884년의 베를린 회담은 아프리카의 유럽 식민지화와 무역을 규제했으며, "분할"의 상징으로 여겨진다. 19세기 마지막 4반기에는 유럽 제국들 간에 상당한 정치적 경쟁이 있었으며, 이는 식민지화의 원동력이 되었다. 19세기 후반에는 군사적 영향력과 경제적 지배력을 투사하던 "비공식 제국주의"에서 직접 통치로 전환되었다.
두 차례의 세계 대전 이후 유럽 식민 제국이 쇠퇴하면서 대부분의 아프리카 식민지는 냉전 기간 독립했으며 1964년 아프리카 단결 기구 회의에서 내전과 지역 불안정의 우려로 인해 식민지 국경을 유지하기로 결정했고 범아프리카주의를 강조했다.

## 배경
1841년까지 유럽 사업가는 아프리카 해안을 따라 작은 교역소를 세웠지만, 내륙으로는 거의 들어가지 않고 바다 근처에 머무는 것을 선호했다. 이들은 주로 현지인과 거래했다. 말라리아와 같은 열대병으로 인한 높은 사망률 때문에 아프리카의 많은 지역은 유럽인에게 사실상 거주 불가능한 곳이었다. 19세기 중반 유럽 탐험가는 동아프리카와 중앙아프리카의 많은 부분을 지도화했다.
늦어도 1870년대까지 유럽인은 아프리카 대륙의 약 10%를 통제했으며, 그들의 모든 영토는 해안 근처였다. 가장 중요한 소유지는 포르투갈이 지배하던 앙골라와 모잠비크, 영국이 지배하던 케이프 식민지, 프랑스가 지배하던 알제리였다. 하지만 1914년까지 와선 에티오피아와 라이베리아만이 유럽의 통제 밖에 남아 있었는데 그마저도 전자는 결국 1936년에 이탈리아에 점령되었고 후자는 역사적 식민지화의 주체인 미국과 강한 연관을 맺고 있었다.
기술 발전은 유럽의 해외 확장을 용이하게 했다. 산업화는 특히 증기선, 철도 및 전신 형태로 교통 및 통신에서 급속한 발전을 가져왔다. 의학 발전 또한 중요한 역할을 했는데, 특히 열대병 치료제가 그 부작용을 통제하는 데 도움이 되었다. 말라리아의 효과적인 치료제인 퀴닌의 개발은 광활한 열대 지방을 유럽인에게 접근을 더 쉽게 만들었다.

## 원인

### 아프리카와 세계 시장
"비공식 제국주의"의 영향이 거의 미치지 않았던 세계의 마지막 지역 중 하나인 사하라 이남 아프리카는 사업가에게 매력적인 곳이었다. 장기불황(1873-1896) 시기 영국의 무역수지의 적자가 계속 증가하고 대륙 시장이 축소되며 점점 더 보호주의적이 되던 시기에, 아프리카는 영국, 독일, 프랑스 및 다른 나라에게 무역 흑자를 안겨줄 개방된 시장을 제공했다. 이 시장은 식민 종주국으로부터 판매하는 것보다 더 많이 구매했다.
잉여 자본은 종종 값싼 재료, 제한된 경쟁, 풍부한 원자재 등으로 더 높은 가치를 주는 해외에 투자하는 것이 더 수익성이 높았다. 제국주의로 향하는 또 다른 유인책은 원자재, 특히 상아, 고무, 팜유, 코코아콩, 다이아몬드, 차, 주석에 대한 수요에서 비롯되었다. 또한 영국은 아시아와 영국령 인도로 가는 길목에 있는 정박용 항구로 사용하기 위해 아프리카 남부 및 동부 해안 지역을 통제하기를 원했다. 그러나 1910년 남아프리카 연방이 된 지역을 제외하고 유럽 국가는 아프리카에 비교적 제한된 양의 자본을 투자했다.
범독일 연맹, 프란체스코 크리스피, 쥘 페리와 같은 제국주의 지지 식민지 로비스트는 아프리카의 보호된 해외 시장이 대륙 시장의 축소로 인한 낮은 가격과 과잉생산 문제를 해결할 것이라고 주장했다. J. A. 홉슨은 《제국주의론》에서 대륙 시장의 축소가 세계 "신제국주의" 시대의 핵심 요인이라고 주장했다. 그러나 윌리엄 이스털리는 자본주의와 제국주의 간의 연관성에 반대하며, 식민주의는 기업 발전보다는 국가 주도 발전을 촉진하는 데 주로 사용된다고 주장했다. 그는 "제국주의는 자본주의 및 자유 시장과 그렇게 명확하게 연결되어 있지 않다... 역사적으로 식민주의/제국주의와 국가 주도 개발 접근 방식 사이에 더 긴밀한 연결이 있었다"고 말했다.

### 전략적 경쟁

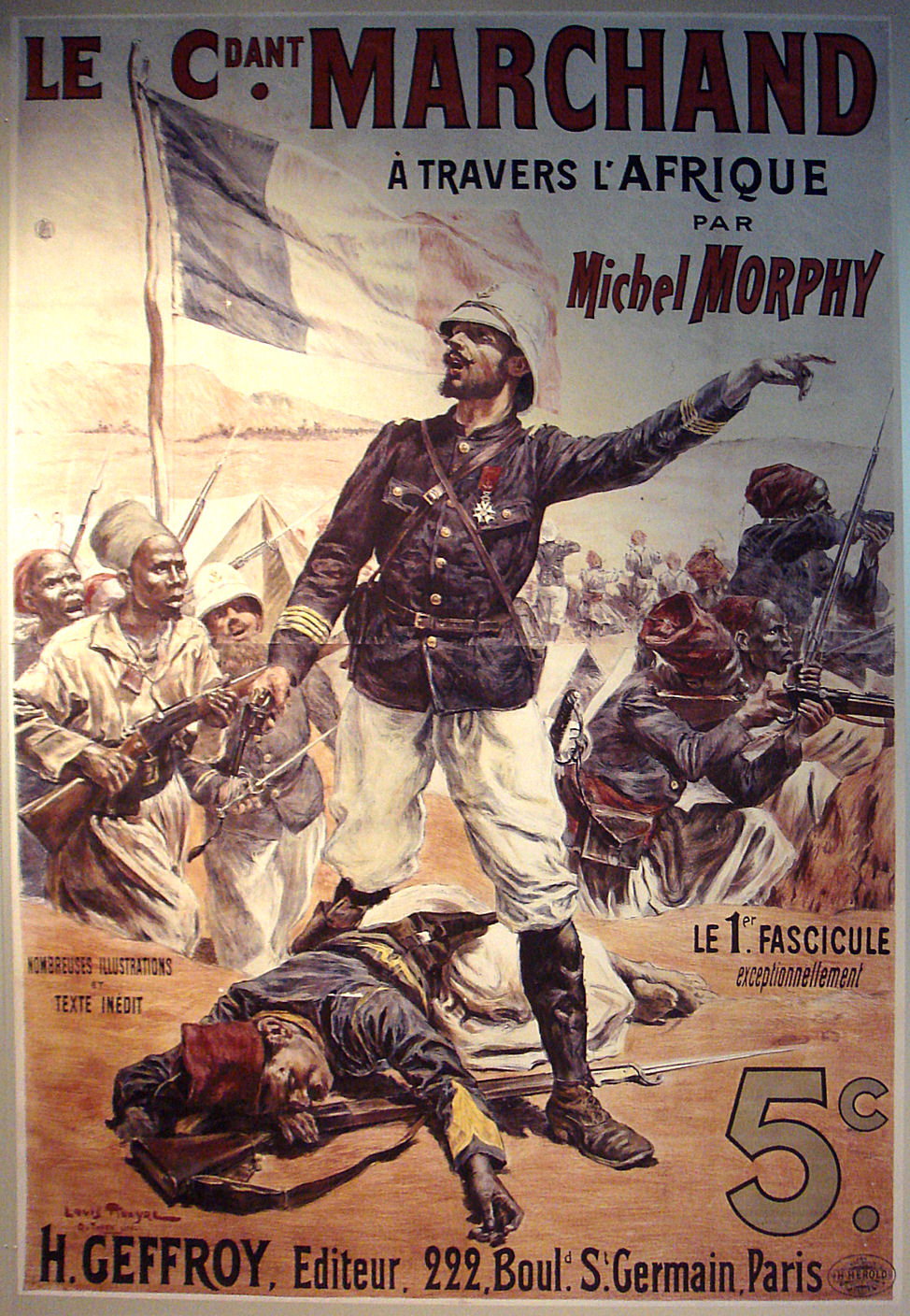
1898년 파쇼다 사건 당시 마르샹 소령의 파쇼다를 향한 아프리카 횡단 여정을 환호하는 당시 프랑스 선전 포스터

열대 아프리카는 큰 투자 지역은 아니었지만, 다른 아프리카 지역은 투자 가치가 높았다. 이집트와 금, 다이아몬드가 풍부한 남아프리카 사이의 광대한 내륙 지역은 해외 무역의 흐름을 확보하는 데 전략적 가치를 지녔다. 영국은 인도, 말라야, 호주, 뉴질랜드에 수익성 있는 시장을 건설하라는 정치적 압력을 받고 있었다. 따라서 영국은 동서양을 잇는 주요 수로인 1869년에 완공된 수에즈 운하를 확보하기를 원했다. 그러나 1880년 이후 영국이 이집트(특히 수에즈 운하)와 관련된 지전략적 우려로 인해 동아프리카를 합병하려 했다는 이론은 존 다윈 (1997)과 요나스 F. 기예르쇠 (2015)와 같은 역사학자에서 이의가 제기되었다.
아프리카 영토를 위한 분쟁은 전략적 목적과 권력 행사를 위한 군사 및 해군 기지 획득에 대한 우려를 반영하기도 했다. 증가하는 해군력과 증기 동력을 사용하는 새로운 함선은 정비를 위한 석탄 보급소와 항구가 필요했다. 해상 항로와 통신선, 특히 수에즈 운하와 같이 값비싸고 중요한 국제 수로를 보호하기 위한 방어 기지도 필요했다.
식민지는 세력 균형 협상에서 자산으로 간주되었으며, 국제 협상 시 교환 품목으로도 유용했다. 또한 원주민 인구가 많은 식민지는 군사력의 원천이었다. 영국과 프랑스는 많은 수의 영국령 인도 및 북아프리카 군인을 여러 식민 전쟁(그리고 다가오는 세계 대전에서도 병력으로 사용)에서 사용했다. 내셔널리즘 시대에는 국가가 지위를 상징하는 제국을 획득해야 한다는 압력이 있었고, "위대함"이라는 개념은 많은 국가 전략의 근저에 있는 "백인의 짐" 또는 의무감과 연결되었다.
1880년대 초, 피에르 사보르냥 드 브라자는 프랑스를 위해 콩고강 유역을 탐험하고 있었고, 동시에 헨리 모턴 스탠리는 레오폴 2세의 후원을 받는 상콩고 연구위원회를 대신하여 콩고를 탐험했는데 레오폴 2세는 이 지역을 자신의 개인 소유로 만들었다. 레오폴 2세는 이전에 피에르 사보르냥 드 브라자를 영입하려 했으나 피에르가 프랑스 정부에 고용되자 헨리 모턴 스탠리에게 눈을 돌렸다. 프랑스는 1881년 5월에 튀니지를 점령했고, 이는 이탈리아가 1882년에 독일-오스트리아 독오 동맹에 가입하여 삼국 동맹을 결성한 여파로 이어졌다는 분석이 있다. 같은 해 영국은 수단과 차드, 에리트레아, 소말리아 일부를 통치했던 이집트(그때까지 오스만 제국에 명목상 충성 서약을 바치는 자치국이었음)를 점령했다. 1884년 독일은 토골란드, 카메룬, 남서아프리카를 보호령으로 선포했고, 프랑스는 기니를 점령했다. 프랑스령 서아프리카는 1895년에, 프랑스령 적도 아프리카는 1910년에 설립되었다. 프랑스령 소말릴란드에서는 1889년 테레크 카자크가 이집트 요새 사가요에 단명한 러시아 식민지를 선포했다.

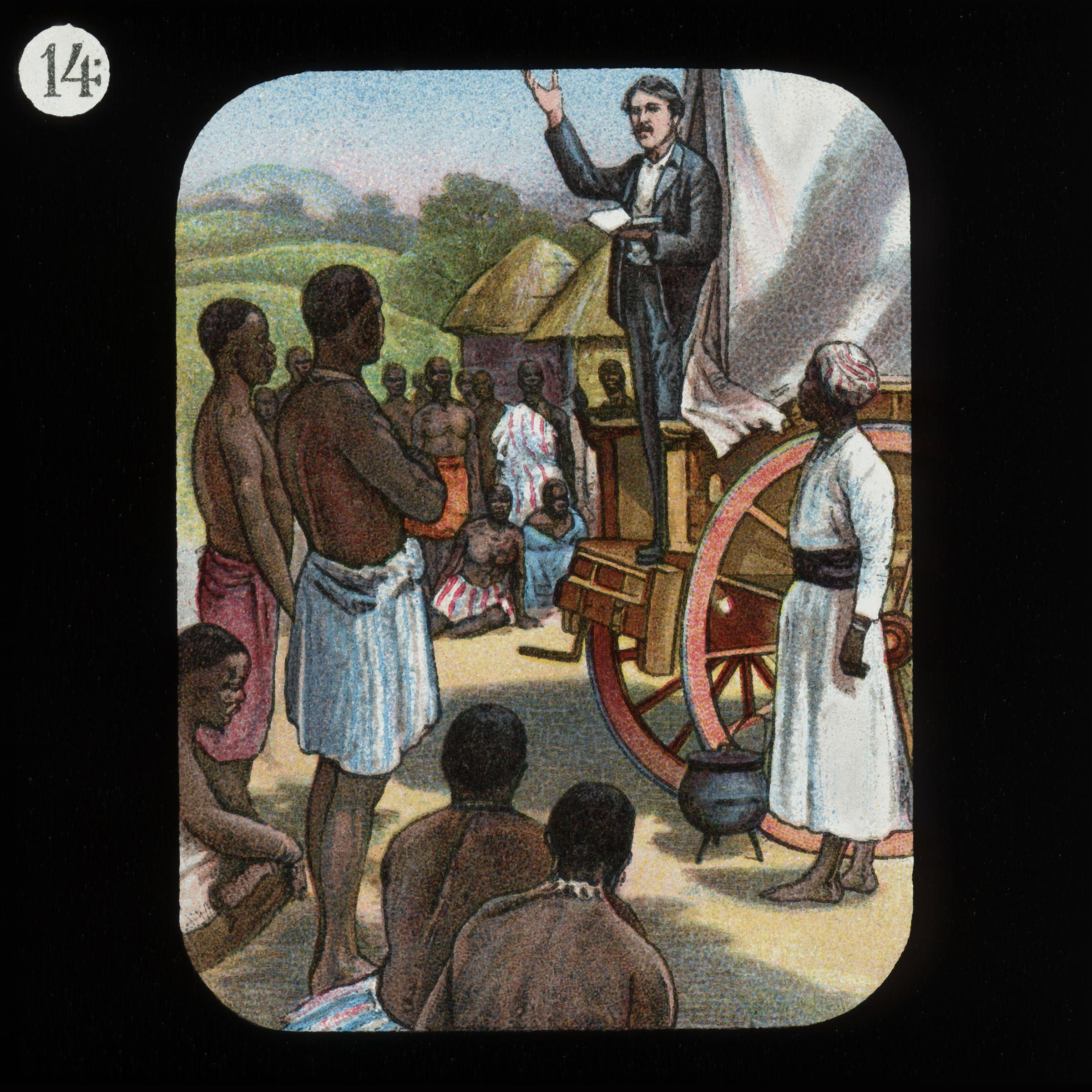
아프리카 내륙의 초기 탐험가이자 노예 무역에 반대했던 데이비드 리빙스턴

#### 독일의 세계정치

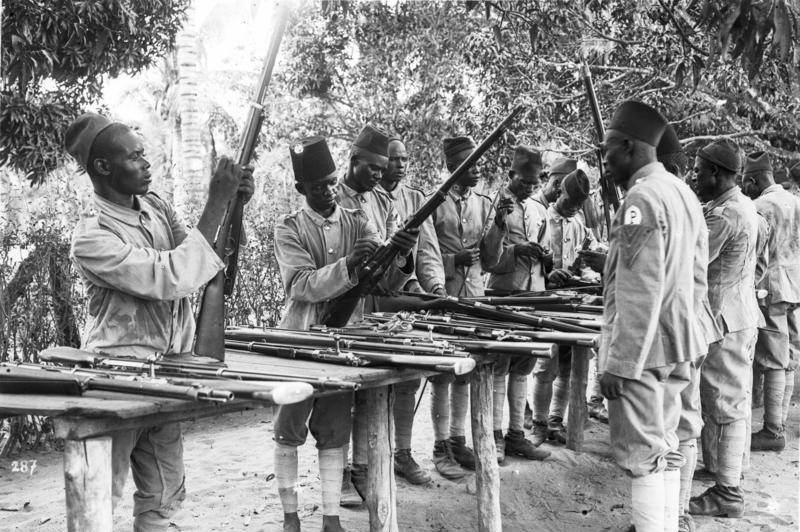
1906년경 독일령 동아프리카의 아스카리 식민지 병사들

소규모 국가로 분할되었던 독일은 초기에는 식민 지배국이 아니었다. 1862년 오토 폰 비스마르크는 프로이센 왕국의 재상 겸 외무장관이 되었고, 1866년 오스트리아와의 전쟁과 1870년 프랑스와의 전쟁을 통해 프로이센의 통치하에 모든 독일을 통일했다. 1871년 1월 18일 공식적으로 독일 제국의 수립이 선포되었다. 처음에는 비스마르크가 식민지를 싫어했지만 1880년대에 대중과 엘리트의 압력에 굴복했다. 그는 1884~85년 베를린 회담을 후원했는데, 이 회담에서 아프리카 영토의 효과적인 통치 규칙을 설정하고 식민 지배국 간의 갈등 위험을 줄였다. 비스마르크는 민간 기업을 이용하여 아프리카와 태평양에서 소규모 식민지 사업을 시작했다.
범독일주의는 신규 국가의 새로운 제국주의적 동력과 연결되었다. 1880년대 초, 독일 식민지 협회(Deutscher Kolonialverein)가 창설되었고, 식민식문(Kolonialzeitung)을 발행했다. 이 식민지 로비는 민족주의적인 알데우스 연맹에서도 전달되었다. 벨트폴리티크는 1890년 빌헬름 2세 황제가 채택한 외교 정책으로, 공격적인 외교와 대규모 해군력 개발을 통해 독일을 세계 강대국으로 변모시키려는 의도였다. 독일은 1914년 260만 평방 킬로미터의 식민 영토와 1,400만 식민 주민을 가진 아프리카에서 세 번째로 큰 식민 강대국이 되었다. 아프리카에서 가진 영토는 남서아프리카, 토골란드, 카메룬, 탕가니카였다. 독일은 1905년 제1차 모로코 위기로 프랑스를 고립시키려 했다. 이는 1905년 알헤시라스 회담으로 이어졌고, 이 회담에서 모로코에 대한 프랑스의 영향력은 독일에게 다른 영토를 주면서 영토 교환으로 보상되었다. 하지만 그 후 1911년 제2차 모로코 위기로 이어졌다.

#### 이탈리아의 확장

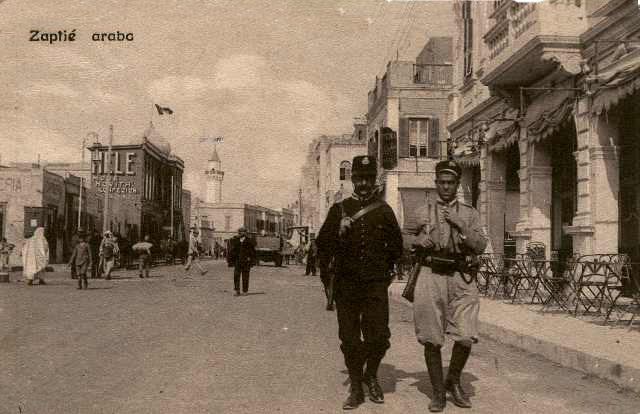
1914년 트리폴리를 순찰하는 이탈리아 카라비니에리와 리비아 식민지 잡티에

크림 전쟁(1853~1856)에서 프랑스 편에 서서 싸운 후 사르데냐 왕국은 프랑스의 지원을 받아 이탈리아 반도를 통일하려 시도했다. 1859년 오스트리아와의 전쟁 후, 비토리오 에마누엘레 2세와 주세페 가리발디의 지도 아래 사르데냐는 1861년까지 이탈리아 반도의 대부분을 통일하여 이탈리아 왕국을 수립했다.
통일 후 이탈리아는 영토를 확장하고 강대국이 되기 위해 1870년과 1882년에 에리트레아의 일부를 점령했다. 1889~90년에는 아프리카의 뿔 남쪽 지역을 점령하여 이탈리아령 소말리아가 될 영토를 형성했다. 1889년 요하네스 4세 황제 사망 이후의 혼란 속에서 오레스테 바라티에리 장군은 에리트레아 해안을 따라 에티오피아고원을 점령했고, 이탈리아는 마사와에서 아스마라로 수도를 옮긴 새로운 에리트레아 식민지 설립을 선포했다. 이탈리아와 에티오피아의 관계가 악화되면서 1895년에 제1차 이탈리아-에티오피아 전쟁이 발발했다. 에티오피아군이 수적으로 우세하고 조직이 더 잘 되어 있으며 러시아와 프랑스의 지원을 받았기 때문에 전쟁에서 이탈리아군이 패배했다. 1911년 이탈리아는 오스만 제국과의 전쟁에 참여하여 트리폴리타니아와 키레나이카를 획득했으며, 이 두 지역은 합쳐져 이탈리아령 리비아로 수립되었다. 1919년 엔리코 코라디니는 사회주의와 민족주의를 혼합하여 이탈리아 제국주의를 정당화하려는 프롤레타리아 민족주의 개념을 발전시켰다.
우리는 프롤레타리아 계급뿐만 아니라 프롤레타리아 국가도 있다는 사실을 인식하는 것에서 시작해야 한다. 즉, 다른 국가의 생활 방식에 지배받는 생활 조건을 가진 국가들이 계급처럼 존재한다는 것이다. 이 사실이 인식되면 민족주의는 이 진실을 굳건히 주장해야 한다. 이탈리아는 물질적으로나 도덕적으로나 프롤레타리아 국가이다.

베니토 무솔리니 파시스트 독재자가 명령한 제2차 이탈리아-에티오피아 전쟁 (1935~1936)은 (민족해방전쟁과 달리 국가를 식민지화하려는 의도였던) 마지막 식민지 전쟁이었다. 이 전쟁으로 라이베리아를 제외한 아프리카의 마지막 독립국이였던 에티오피아가 점령되었다. 이탈리아령 에티오피아는 제2차 세계 대전 중 이탈리아령 동아프리카의 일부가 되어 파시스트 이탈리아군에게 점령되었지만, 산악 지역 대부분은 아르베그노치의 저항으로 이탈리아의 통제 밖에 있었다. 이 점령은 아프리카 분할과 달리 추축국을 특징짓는 팽창주의 정책의 한 예시이다.

## 역사 및 특징

### 제1차 세계 대전 이전의 식민지화

#### 콩고

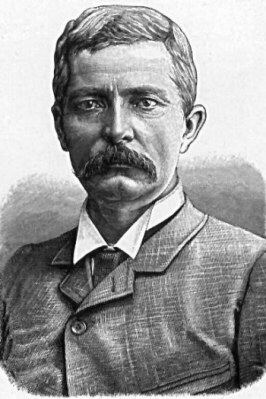
헨리 모턴 스탠리

데이비드 리빙스턴의 탐험은 헨리 모턴 스탠리가 이어받아 계속했다. 스탠리의 거창한 식민지화 구상은 큰 상상력을 자극했지만, 필요한 행동의 문제와 규모 때문에 레오폴 2세를 제외하고는 거의 지지를 얻지 못했다. 레오폴 2세는 1876년 국제 아프리카 협회를 조직했다. 1869년부터 1874년까지 스탠리는 레오폴 2세의 명령으로 비밀리에 콩고 지역으로 파견되었으며, 그곳에서 콩고강을 따라 여러 아프리카 족장과 조약을 맺었고 1882년에는 콩고 독립국의 기초를 형성할 충분한 영토를 확보했다.

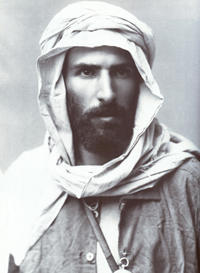
펠릭스 나다르가 촬영한 "원주민" 복장을 한 피에르 사보르냥 드 브라자

스탠리가 벨기에의 레오폴 2세를 대신하여 콩고를 탐험하는 동안, 프랑스-이탈리아 해군 장교 피에르 드 브라자는 서부 콩고 분지로 들어가 1881년 새로 건설된 브라자빌에 프랑스 국기를 게양하여 오늘날의 콩고 공화국을 점령했다. 콩고 왕국과의 옛 조약 때문에 이 지역을 주장했던 포르투갈은 1884년 2월 26일 영국과 조약을 맺어 레오폴 2세의 대서양 접근을 차단했다.
1890년까지 콩고 독립국은 레오폴빌과 스탠리빌 사이의 영토에 대한 통제를 강화했고, 스탠리빌에서 루알라바강을 따라 남쪽으로 진출하려고 했다. 동시에 세실 로즈의 영국 남아프리카 회사는 림포포강에서 북쪽으로 확장하여 프레더릭 셀러스가 안내하는 개척자 부대를 마테벨레랜드를 통과하게 하고 마쇼날랜드에 식민지를 건설하기 시작했다.
잔지바르 술탄국에 기반을 둔 잔지바르 아랍 상인 티푸 팁은 "유럽 탐험가들의 보호자", 상아 상인, 노예 상인으로서 중요한 역할을 했다. 잔지바르와 동아프리카 인근 지역에 걸쳐 무역 제국을 건설한 티푸 팁은 이 지역의 떠오르는 식민 세력과 연대했고, 헨리 모턴 스탠리의 제안으로 레오폴 2세의 콩고 독립국 내 "스탠리 폭포 지구"(보요마 폭포)의 총독이 되었다가 나중에 레오폴 2세의 식민 국가에 대항하는 콩고-아랍 전쟁에 참여했다.
서쪽, 확장이 만나는 지역에는 카탕가가 있었고, 그곳은 음시리의 예케 왕국이 있었다. 음시리는 이 지역에서 군사적으로 가장 강력한 통치자였으며, 많은 양의 구리, 상아, 노예를 거래했고, 금에 대한 소문이 유럽인들의 귀에 들렸다. 카탕가를 둘러싼 분쟁은 이 시기의 대표적인 예시였다. 로즈는 1890년 알프레드 샤프가 이끄는 두 차례의 원정대를 음시리에게 보냈으나 거부당했고, 조지프 톰슨은 카탕가에 도달하지 못했다. 레오폴 2세는 네 차례의 원정대를 보냈다. 첫 번째인 르 마리넬 원정은 모호한 문구의 편지밖에 받아낼 수 없었다. 델콤문 원정은 거부당했다. 잘 무장된 스테어스 원정은 음시리의 동의 여부와 관계없이 카탕가를 점령하라는 명령을 받았다. 음시리가 거부하자 그는 총에 맞았고, 그의 머리는 잘려 막대기에 꽂혀 사람들에게 "야만적인 교훈"이 되었다. 비아강 원정은 카탕가에 일종의 행정 체제와 "경찰 주둔"을 확립하는 작업을 마쳤다. 그리하여 카탕가의 50만 평방 킬로미터가 레오폴 2세의 소유가 되었고, 그의 아프리카 영토는 벨기에보다 약 75배 큰 2,300,000 제곱킬로미터 (890,000 mi2)로 늘어났다. 콩고 자유국은 식민지 민족에게 대규모 살상과 강제 노동을 포함한 테러 통치를 가했으며, 이에 콩고 개혁 협회의 압력을 받은 벨기에는 레오폴 2세의 통치를 종식시키고 1908년 8월 20일 벨기에의 식민지인 벨기에령 콩고로 합병했다.

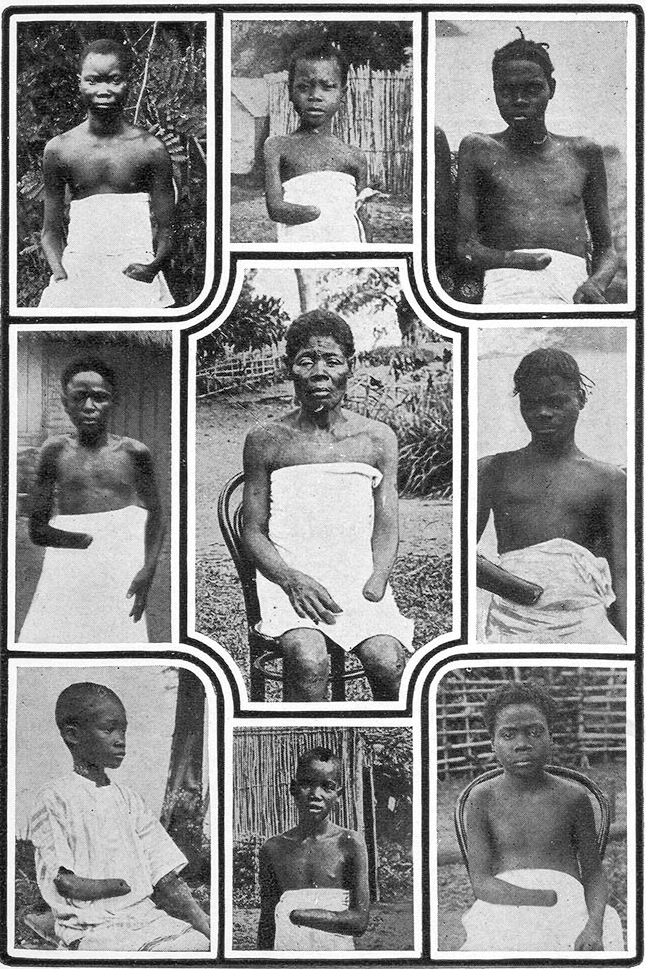
1885년부터 1908년까지 콩고 독립국에서 많은 잔학 행위가 자행되었다. 이 사진에서 고무 수집 할당량을 채우지 못한 콩고 독립국 원주민 노동자들은 손이 잘리는 처벌을 받았다.

레오폴 2세가 자신의 옛 식민지 콩고 자유국에서 저지른 잔혹 행위는 잘 기록되어 있다. 1885년에서 1908년 사이에 추정치 1,600만 명의 원주민 중 최대 800만 명이 사망했다. 당시 아일랜드 외교관 로저 케이스먼트에 따르면 이러한 인구 감소에는 "무차별 전쟁", 기아, 출생률 감소, 질병의 네 가지 주요 원인이 있었다. 수면병이 콩고를 황폐화시켰고, 이 또한 인구의 극적인 감소에 고려되어야 한다. 수면병과 천연두가 콩고강 하류 주변 지역 인구의 거의 절반을 죽인 것으로 추정된다. 사망자 수 추정치는 상당히 다양하다. 첫 인구 조사가 1924년까지 이루어지지 않았기 때문에 이 시기의 인구 손실을 정확히 파악하기는 어렵다. 케이스먼트 보고서는 이를 300만 명으로 추정했다. 윌리엄 루빈스타인은 "더 근본적으로, 혹스차일드가 제시한 인구 수치는 부정확한 것으로 거의 확실하다. 물론 20세기 이전 콩고의 인구를 확인할 방법은 없으며, 2천만 명과 같은 추정치는 순전히 추측일 뿐이다. 콩고 내륙의 대부분은 말 그대로 탐험되지 않았거나 접근 불가능했다"고 썼다.
인접한 프랑스령 콩고에서도 유사한 상황이 발생했으며, 대부분의 자원 추출은 조계 회사가 운영했는데 그들의 잔혹한 방법과 질병의 유입으로 인해 호크스차일드에 따르면 원주민 인구의 최대 50%가 감소했다. 프랑스 정부는 1905년 드 브라자가 이끄는 위원회를 임명하여 식민지 내에서 소문난 학대를 조사하도록 했다. 그러나 드 브라자는 귀국길에 사망했고, 그의 "가슴 아픈 비판적" 보고서는 아무런 조치도 취해지지 않았고 대중에게 공개되지도 않았다. 1920년대에는 약 2만 명의 강제 노동자들이 프랑스 영토를 가로지르는 철도 건설 중에 사망했다.

#### 이집트, 수단, 남수단

##### 수에즈 운하

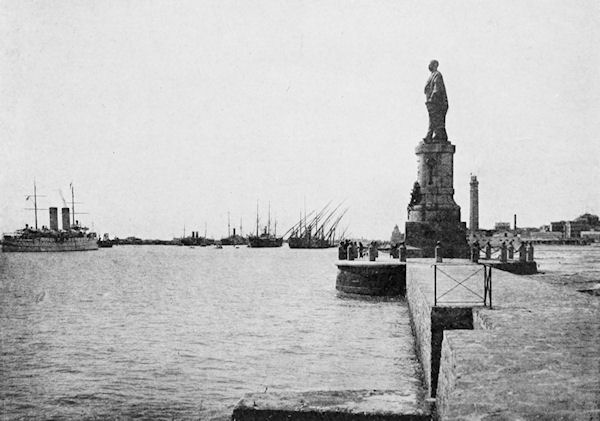
포트사이드 수에즈 운하 입구. 드 레셉스의 동상이 보인다.

수에즈 운하 건설을 위해 프랑스 외교관 페르디낭 드 레셉스는 1854~56년에 이집트와 수단의 케디브인 이스마일 파샤로부터 많은 특혜를 얻었다. 일부 자료는 노동력을 3만 명으로 추정하지만, 다른 자료는 10년간의 건설 기간 동안 영양실조, 피로, 특히 콜레라로 인해 12만 명의 노동자가 사망했다고 추정한다. 1869년 운하 완공 직전, 케디브 이스마일은 영국과 프랑스 은행가들로부터 높은 이자로 막대한 금액을 빌렸다. 1875년에는 재정난에 직면하여 수에즈 운하의 주식을 대량으로 팔아야 했다. 이 주식은 당시 총리였던 벤저민 디즈레일리의 영국이 매입하여 이 전략적 수로의 관리에 대한 실질적인 통제권을 확보하려 했다. 1879년 이스마일이 이집트의 대외 부채를 부인하자 영국과 프랑스는 공동으로 이집트에 대한 재정 통제권을 장악했고, 이집트 통치자를 퇴위시키고 그의 장남 테우피크 파샤를 대신 앉혔다. 이집트와 수단 통치 계층은 외국의 간섭을 좋아하지 않았다.

##### 마흐디 전쟁
1870년대 동안, 노예 무역에 대항하는 유럽의 신념은 북수단에 경제 위기를 야기했고, 이는 마흐디 세력의 부상을 촉발시켰다. 1881년 무함마드 아마드의 지휘 아래 수단에서 마흐디 반란이 발발하여 테우피크의 수단 지배권을 단절시켰다. 같은 해, 우라비 반란 형태로 이집트군도 반란이 일어나며 테우피크는 매우 심각한 위기를 겪었다. 1882년 테우피크는 영국의 직접적인 군사 지원을 요청했고, 이는 영국의 이집트 통치가 시작된 계기가 되었다. 영국-이집트 연합군은 마흐디 전쟁에 참전했다. 또한 에민 파샤가 이끄는 이집트 에콰토리아 지방(남수단에 위치)도 마흐디 세력에 대항하는 표면적인 에민 파샤 구출 원정대의 대상이 되었다. 영국-이집트 연합군은 결국 1898년에 수단의 마흐디 세력을 물리쳤다. 이후 영국은 수단의 실질적인 통제권을 장악했고, 이는 명목상 앵글로-이집트 수단이라고 불렸다.

#### 베를린 회담 (1884–1885)

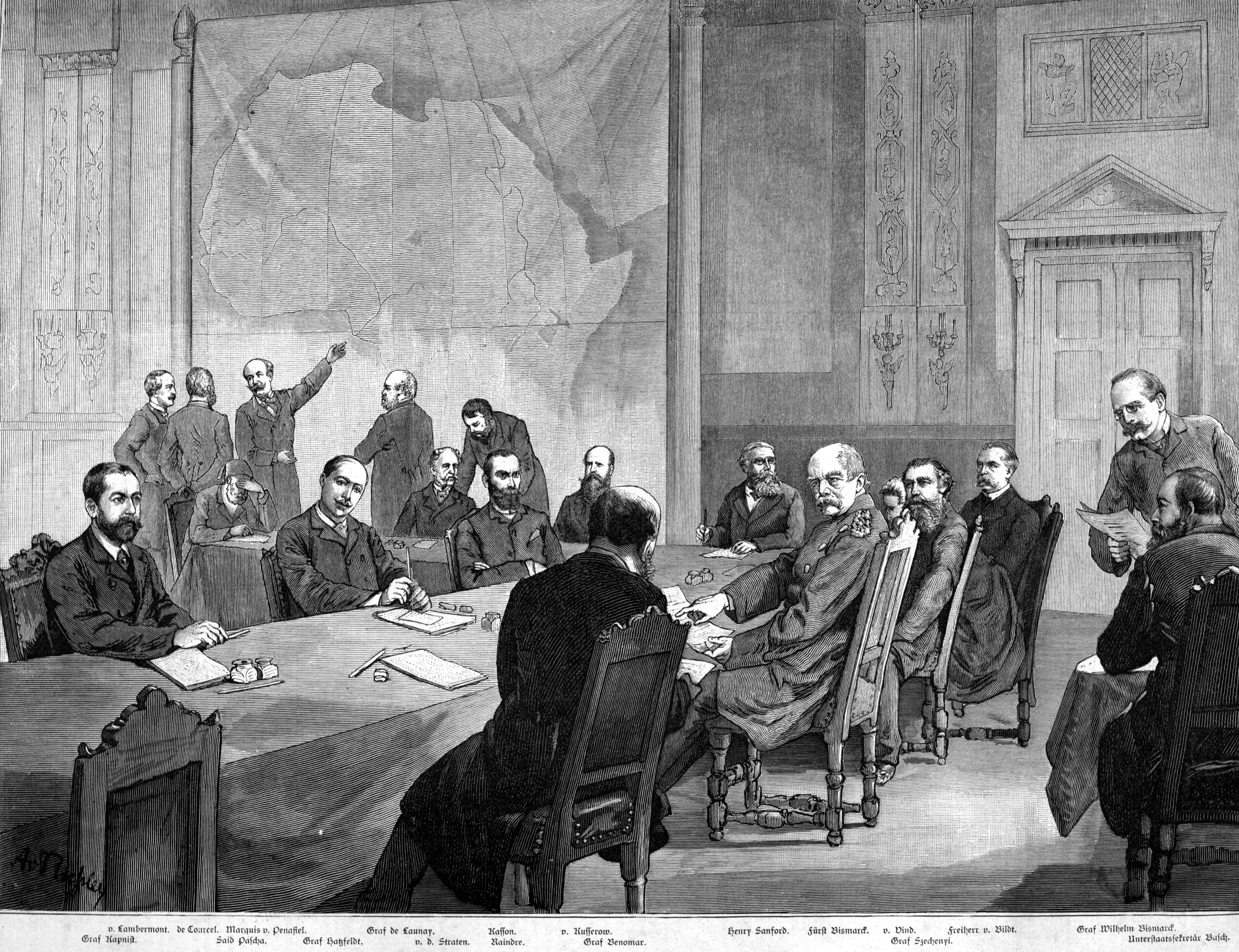
1884년 베를린 회담의 오토 폰 비스마르크

이집트 점령과 콩고 획득은 아프리카 영토를 놓고 벌어진 격렬한 분할 경쟁의 첫 번째 주요 움직임이었다. 1884년 오토 폰 비스마르크는 아프리카 문제를 논의하기 위해 1884~1885년 베를린 회담을 소집했다. 남아있는 노예 무역 종식과 선교 활동의 범위에 대한 외교적 논의가 이루어졌지만, 참석자의 주요 관심사는 유럽 강대국들이 대륙을 분할하는 과정에서 전쟁이 발생하는 것을 막는 것이었다. 더 중요하게는, 베를린의 외교관은 강대국들 식민지를 획득하는 데 따라야 할 경쟁 규칙을 정했다. 또한 콩고강을 따라 있는 지역은 레오폴 2세가 무역과 항해가 자유로운 중립 지역으로 관리하기로 합의했다. 베를린 회담은 '유효한 점유' 원칙을 통해 아프리카 식민지화를 비공식적인 경제적 침투에서 체계적인 정치적 통제로 변화시켰다. 어떤 국가도 다른 강대국에 점령 의도를 통지하지 않고 아프리카에 대한 영토 주장을 제기할 수 없었다. 또한 어떤 영토도 확실히 점유되기 전까지는 자신의 영토라고 주장할 수 없었다. 그러나 경쟁국은 필요할 때 규칙을 무시했으며, 여러 차례 전쟁이 간신히 회피되기도 했다(파쇼다 사건 참조). 잔지바르 술탄국의 스와힐리 해안 영토는 독일과 영국 사이에 분할되었고, 처음에는 잔지바르 군도가 독립적으로 남아 있다가 1890년 헬골란트-잔지바르 조약으로 잔지바르 술탄국의 잔여 영토가 영국 보호령이 되었다.

#### 영국의 이집트 및 남아프리카 행정

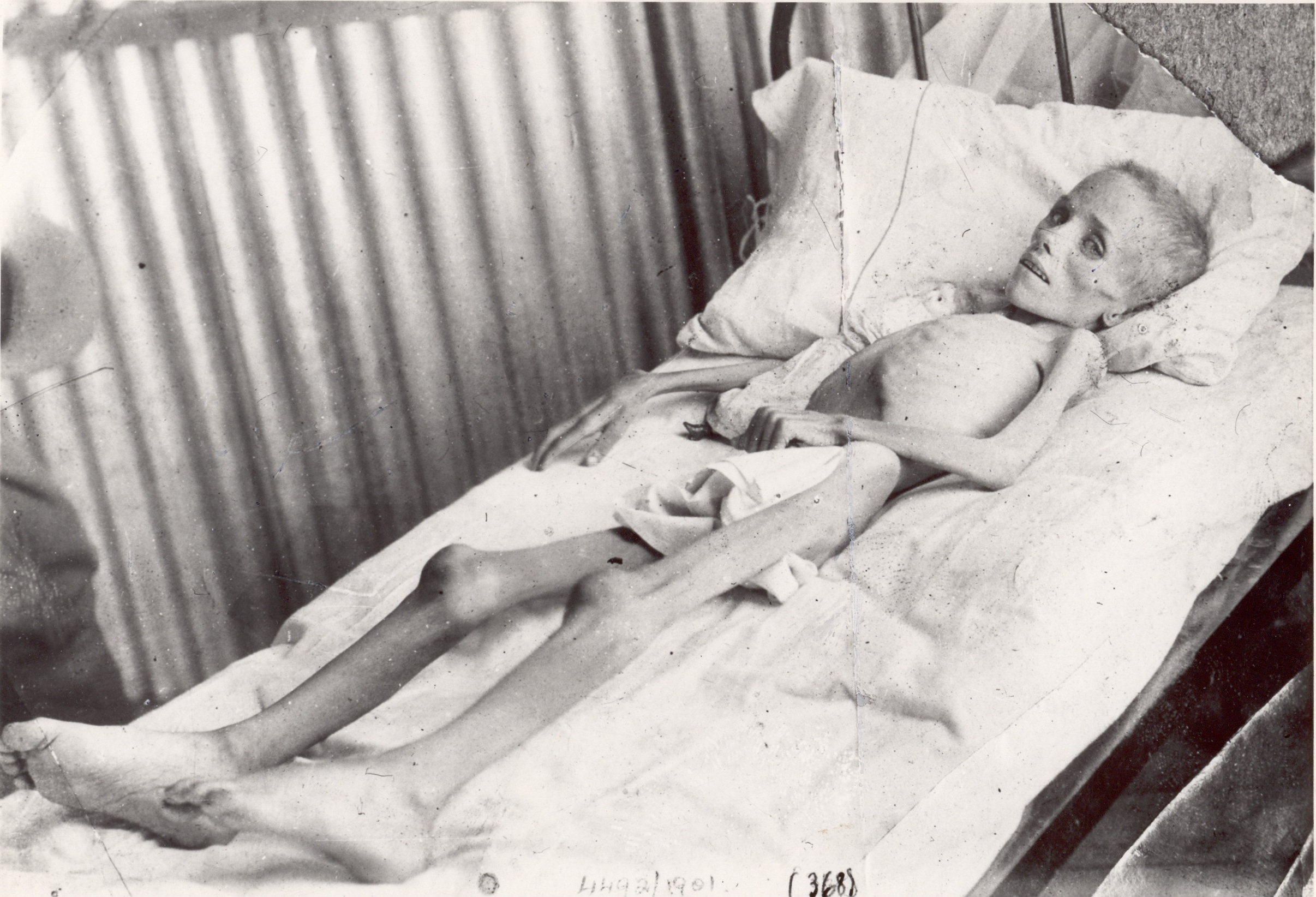
제2차 보어 전쟁 (1899-1902) 중 영국 수용소에 갇힌 보어인 어린이

영국의 이집트와 케이프 식민지 행정은 나일강의 발원지 확보에 대한 집착을 불러일으켰다. 이집트는 1882년 영국에 점령되었고, 오스만 제국은 1914년 런던이 이집트를 보호령으로 만들 때까지 명목상의 지배국 역할을 수행했다. 이집트는 실제 영국의 식민지는 아니었다. 수단, 나이지리아, 케냐, 우간다는 1890년대와 20세기 초에 정복되었고, 남쪽에서는 케이프 식민지(1795년에 처음 획득)가 주변 아프리카 국가와 영국을 피해 케이프를 떠나 공화국을 세운 네덜란드계 아프리카너 정착민들을 정복하기 위한 기지를 제공했다. 시오필러스 셰프스톤은 20년간 독립 상태였던 남아프리카 공화국을 1877년에 대영 제국에 합병했다. 1879년 줄루 전쟁 이후 영국은 남아프리카 대부분의 영토에 대한 통제권을 강화했다. 보어인은 이에 항의하여 1880년 12월에 반란을 일으켰고, 이는 제1차 보어 전쟁으로 이어졌다. 윌리엄 글래드스톤 영국 총리는 1881년 3월 23일 평화 조약에 서명하여 트란스발의 보어인에게 자치권을 부여했다. 1895년 제임슨 습격으로 트란스발에서 보어 정부를 전복시키려는 영국 남아프리카 회사와 요하네스버그 개혁 위원회가 시도했으나 실패했다. 1899년에서 1902년 사이에 벌어진 제2차 보어 전쟁은 금과 다이아몬드 산업의 통제권을 둘러싼 전쟁이었으며, 이번에는 독립적인 보어 공화국인 오라녜 자유국과 트란스발 공화국이 패배하여 대영 제국에 흡수되었다.
프랑스의 아프리카 내륙 진출은 주로 서아프리카 해안(현재의 세네갈)에서 동쪽으로, 사하라 사막 남쪽 경계를 따라 사헬을 통해 이루어졌다. 그들의 궁극적인 목표는 나이저강에서 나일강까지 끊어지지 않는 식민 제국을 건설하여, 사하라 사막을 통한 대상 무역로에 대한 기존 통제권을 통해 사헬 지역으로의 모든 무역을 통제하는 것이었다. 반면에 영국은 남아프리카의 소유지와 동아프리카의 영토를 연결하고, 이 두 지역을 나일강 유역과 연결하기를 원했다.

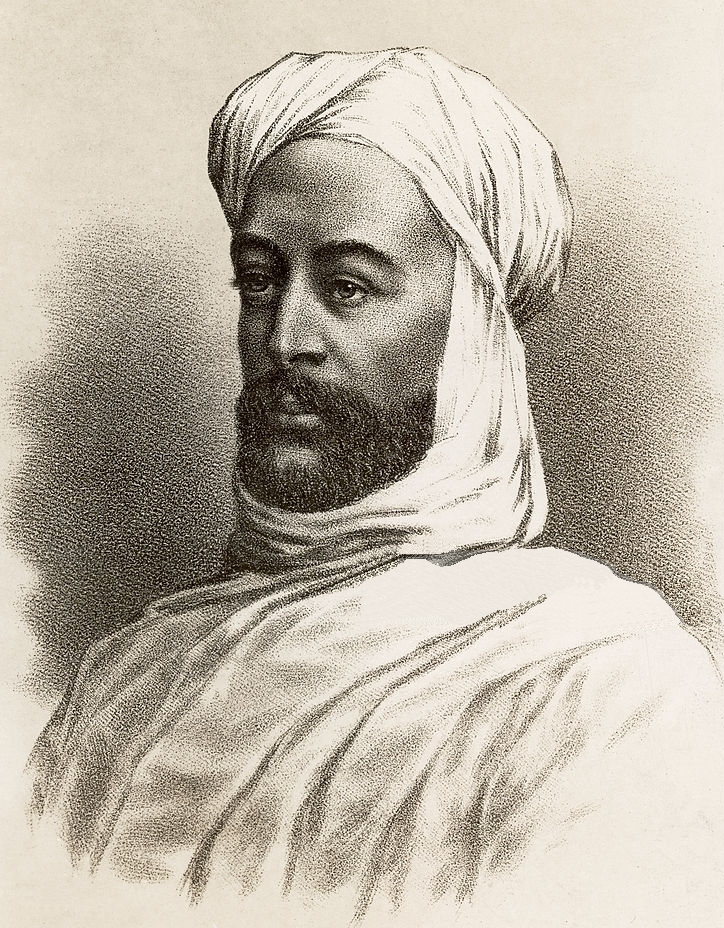
마흐디스트의 지도자 무함마드 아마드. 이 이슬람 원리주의 수도승 집단은 수단의 많은 부분을 점령하고 영국군과 싸웠다.

이러한 야망을 실현하는 데 핵심적인 역할을 한 것은 수단(현재의 우간다 대부분을 포함)이었다. 특히 이집트가 이미 영국의 통제 하에 있었기 때문이다. 아프리카를 관통하는 이 "붉은 선"은 세실 로즈의 영향으로 가장 유명해졌다. 밀너 경과 함께 남아프리카 주재 영국 식민 장관이었던 로즈는 수에즈 운하를 철도로 연결하여 광물이 풍부한 남아프리카까지 연결하는 "케이프에서 카이로까지" 이어지는 제국을 주장했다. 제1차 세계 대전이 끝날 때까지 탕가니카의 독일 점령으로 인해 방해를 받았지만, 로즈는 이처럼 광대한 아프리카 제국을 위해 성공적으로 로비를 펼쳤다.
영국은 카이로에서 희망봉까지 동아프리카 제국을 연속적으로 확장하려 했고, 프랑스는 다카르에서 수단까지 영토를 확장하여 대서양에서 홍해까지 대륙 전체를 아우르는 제국을 건설하려 했다. 케이프타운에서 카이로로 선을 그리면(로즈의 꿈), 다카르에서 아프리카의 뿔로 선을 그릴 때(프랑스의 야망), 이 두 선은 동부 수단의 파쇼다 근처 어딘가에서 교차하며, 이는 파쇼다의 전략적 중요성을 설명한다.
장바티스트 마르샹이 이끄는 프랑스군은 전략적 요충지인 파쇼다 요새에 먼저 도착했고, 곧이어 1892년부터 영국군 총사령관이었던 키치너 경이 이끄는 영국군이 뒤따랐다. 프랑스는 대치 끝에 철수했고 이 지역의 다른 지점에 대한 주장을 계속 압박했다. 파쇼다 사건은 궁극적으로 1904년 앙탕트 코르디알의 서명으로 이어졌고, 이는 양국 간의 평화를 보장했다.

#### 영국-프랑스 협정
1890년, 영국과 프랑스는 식민지 분쟁에 대한 외교적 해결책에 도달하여 대영 제국에 대한 무역의 자유를 보장하는 동시에 프랑스가 북아프리카에서 소코토 국경 지역까지 영향력을 확장할 수 있기로 합의했다. 영국은 잔지바르에 대한 영국의 보호령을 프랑스가 인정하는 대가로, 마다가스카르에 대한 프랑스의 주장과 북아프리카에 대한 프랑스의 영향권을 인정했다. 그러나 이 국경을 정밀하게 규정하는 것은 대규모 지도 없이는 어려웠다.

#### 모로코 위기

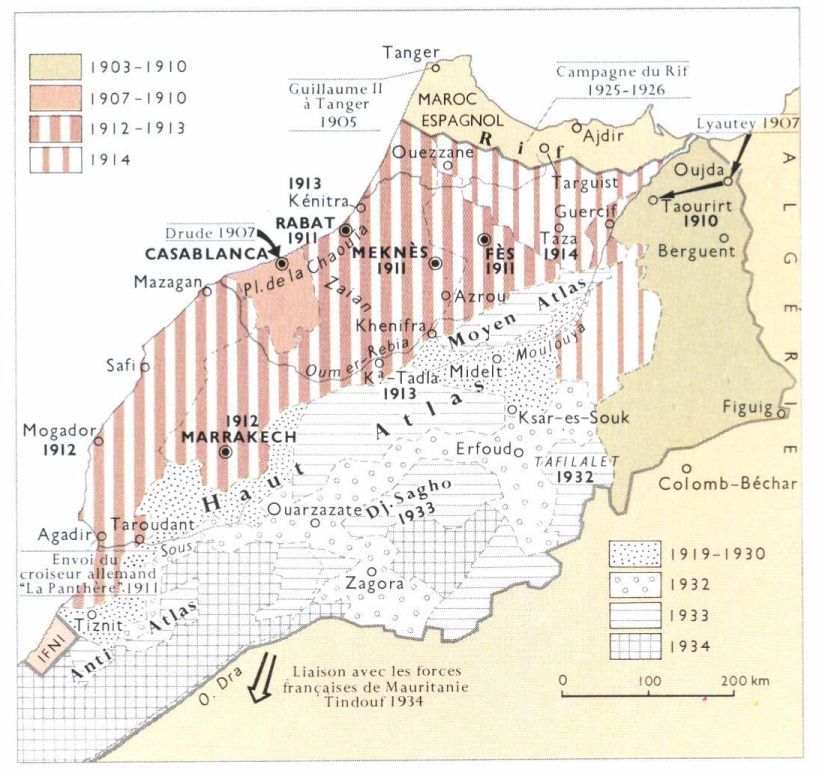
1934년까지의 모로코 평정 단계를 나타내는 지도

베를린 회담이 아프리카 분할 규칙을 정했지만, 경쟁하는 제국주의자의 힘을 약화시키지는 못했다. 영불 협상이 타결된 이후 독일 황제는 모로코의 분쟁 지역을 전장 삼아 협상국 내 영향력의 견고함을 시험하기로 결정했다. 빌헬름 2세 황제는 1905년 3월 31일 탕헤르를 방문하여 모로코의 독립을 지지하는 연설을 하며 모로코 내 프랑스의 영향력에 도전했다. 프랑스의 모로코 내 입지는 1904년 영국과 스페인이 재확인한 바 있었다. 황제의 연설은 프랑스 내셔널리즘을 부추겼고, 영국의 지원을 받은 프랑스 외무장관 테오필 델카세는 강경한 태도를 취했다. 위기는 1905년 6월 중순에 최고조에 달했는데, 델카세는 보다 화해적인 태도를 가진 모리스 루비에 총리의 의도로 장관직에서 물러나야 했다. 그러나 1905년 7월경 독일은 고립되었고, 프랑스는 위기를 해결하기 위한 회담에 동의했다.

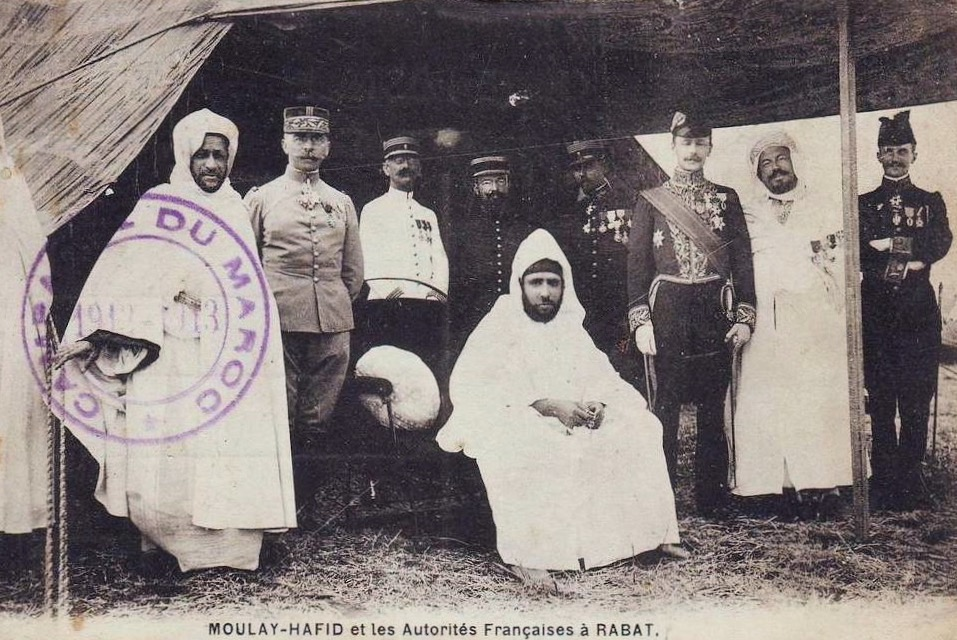
제2차 모로코 위기 동안 프랑스 확장주의에 저항했던 모로코의 술탄 압델하피드

1906년 분쟁을 해결하기 위해 알헤시라스 회담이 소집되었다. 참석한 13개국 중 독일 대표단은 아프리카에 관심이 없는 오스트리아-헝가리만이 유일한 지지국임을 깨달았다. 프랑스는 영국, 미국, 러시아, 이탈리아, 스페인으로부터 확고한 지지를 받았다. 독일은 결국 1906년 5월 31일 서명된 협정에 동의했으며, 이 협정에서 프랑스는 모로코의 특정 국내 변화를 양보했지만 핵심 지역에 대한 통제권을 유지했다.
그러나 5년 후, 1911년 7월 독일 순양함 판터가 아가디르 항구에 배치되면서 아가디르 위기(또는 제2차 모로코 위기)가 촉발되었다. 독일은 영국의 해군 우위에 맞서기 시작했는데, 영국 해군은 세계에서 다음으로 큰 두 개의 경쟁 함대보다 항상 더 크게 유지하는 정책을 가지고 있었다. 영국은 판터의 모로코 도착 소식을 듣고 독일이 아가디르를 대서양 해군 기지로 만들려 한다고 잘못 믿었다. 독일의 움직임은 1906년 알헤시라스 회담에서 프랑스의 우위가 지지되었던 북아프리카 왕국에 대한 프랑스의 실질적인 통제를 수용하는 대가로 보상 요구를 강화하기 위한 것이었다. 1911년 11월, 독일이 중앙 콩고의 프랑스령 적도 아프리카 식민지 영토 일부를 대가로 모로코에서 프랑스의 입장을 수용하는 타협안이 도출되었다.
이후 프랑스와 스페인은 1912년 3월 30일 모로코에 대한 완전한 보호령을 수립하여, 모로코의 형식적인 독립은 끝을 맺었다. 더욱이, 두 차례의 모로코 위기 동안 영국이 프랑스를 지지하면서 양국 간의 협상 동맹을 강화하고 영국-독일 간의 소원함을 가중시켜, 제1차 세계 대전으로 이어질 분열을 심화시켰다.

#### 데르비시 저항
데르비시 운동(소말리어: Dhaqdhaqaaqa Daraawiish)은 1899년부터 1920년까지 벌어진 무장 저항 운동으로, 무함마드 압둘라 하산(사이이드 무함마드로도 알려짐)이 이끄는 이슬람 시인이자 무장 지도자가 주도해 영국과 이탈리아 식민지 지배자로부터의 독립과 에티오피아인의 패배를 요구했다. 데르비시 운동은 1899년부터 1905년까지 약 25,000명의 청년을 다양한 부족에서 끌어모아 총기를 획득한 후 1900년 지그지가의 에티오피아 수비대를 공격하여 점령했고, 이는 그들에게 첫 번째 군사적 승리를 안겨주었다. 이후 데르비시 운동은 영국령 소말릴란드의 식민지 행정부를 자신의 적으로 선포했다.
영국은 1904년 데르비시 요새에 대한 징벌적 공격을 개시했다. 데르비시 운동은 전장에서 손실을 입었으나, 더 작은 부대로 재편성하여 유격전을 벌였다.
1908년, 데르비시 운동은 다시 영국령 소말릴란드에 진입하여 아프리카의 뿔 내륙 지역에서 영국에 큰 손실을 입히기 시작했다. 1908년부터 제1차 세계 대전이 끝날 때까지 영국군은 내륙 지역에서 막대한 손실을 입고 남은 소수의 해안 지역으로 후퇴했으며, 데르비시는 계속해서 독립적으로 활동하며 내륙 지역을 지배했다. 1905년부터 1910년까지 데르비시는 남은 영국군에 대한 공격을 계속했고, 영국군은 둘마도바 전투에서 패배했다.
데르비시 운동은 20세기 초에 유동적인 경계와 변동하는 인구를 가진 임시적인 독립 소말리아 "준국가"를 형성했다. 이는 식민지 시대 사하라 이남 아프리카에서 가장 피비린내 나고 가장 길었던 군사 운동 중 하나였으며, 제1차 세계 대전과 겹쳤다. 두 분쟁 기간 다양한 세력 간의 전투로 소말릴란드 인구의 거의 3분의 1이 사망했고 지역 경제가 황폐화되었다.

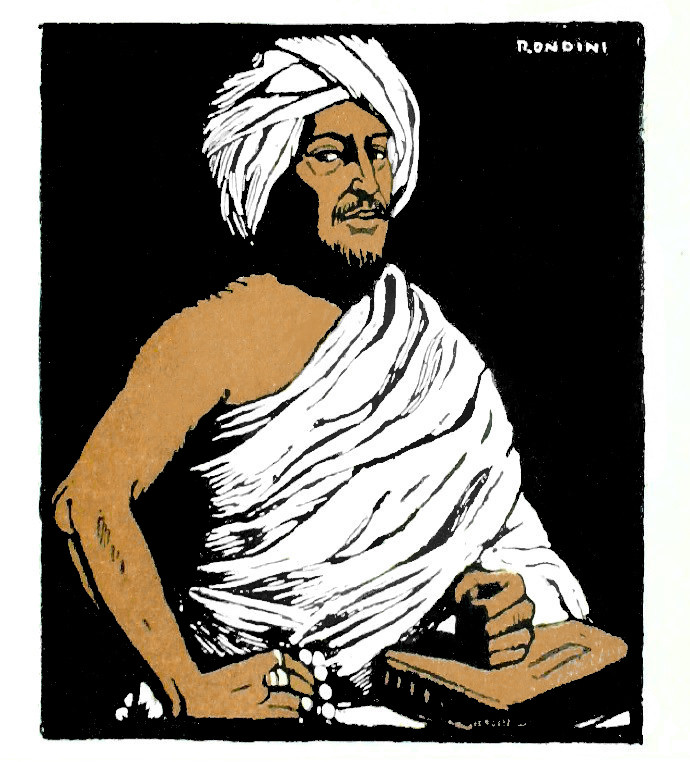
데르비시 국가의 사이이드 무함마드 압둘라 하산의 초상화.

베를린 회담 이후 영국, 이탈리아, 에티오피아는 소말리인이 거주하는 땅을 자국 영토라 주장하려 했다. 데르비시 운동은 사이이드 무함마드 압둘라 하산이 이끌었으며, 1899년부터 1920년까지 21년간 지속되었다. 데르비시 운동은 대영 제국을 네 차례 성공적으로 격퇴하여 해안 지역으로 후퇴하도록 강요했다. 이러한 성공적인 원정 덕분에 데르비시 운동은 오스만 및 독일 제국의 동맹으로 인정받았다. 튀르키예인은 하산을 소말리 민족의 아미르로 명명했고, 독일은 데르비시가 획득하는 모든 영토를 공식적으로 인정하겠다고 약속했다.
영국을 25년 동안 저지한 후, 그리고 제1차 세계 대전이 데르비시 동맹국인 오스만 및 독일 제국의 패배로 이어지면서 제1차 세계 대전이 끝난 후 영국은 데르비시에 관심을 돌렸다. 1920년, 영국은 데르비시 운동의 요새인 탈레 요새에 대규모 합동 무기 공격을 감행했다. 데르비시는 1920년에 영국군의 항공기 사용의 직접적인 결과로 마침내 패배했다.

#### 헤레로 전쟁과 마지 마지 봉기

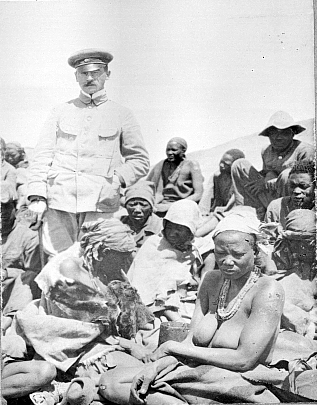
헤레로·나마 집단학살 동안 사용된 독일 수용소 중 하나인 샤크 아일랜드에 수감된 포로들과 폰 두를링 중위

1904년에서 1908년 사이에 독일 제국의 식민지는 독일령 남서아프리카와 독일령 동아프리카는 각각의 동시적인 원주민 반란에 시달렸다. 두 지역 모두에서 독일군은 독일에서 대규모 증원군이 도착하자마자 빠르게 위협을 진압했다. 독일령 남서아프리카의 헤레로 반군은 바터베르크 전투에서 패배했으며 독일령 동아프리카의 마지-마지 반군은 독일군이 시골 지역을 천천히 진격하면서 꾸준히 진압되었고, 원주민은 유격전을 벌였다.
독일군이 독일령 남서아프리카에서 민간인들을 쫓아내려는 노력은 인구의 대량 학살로 이어졌다. 총 6만 5천 명에 달하는 헤레로족(전체 헤레로족 인구의 80%)과 1만 명의 나마족(전체 나마족 인구의 50%)이 1904년부터 1908년 사이에 샤크 아일랜드 강제 수용소와 같은 수용소에서 굶어 죽거나, 갈증으로 죽거나, 과로로 죽었다. 2만 4천에서 10만 명의 헤레로족, 1만 명의 나마족, 알 수 없는 수의 산족이 집단 학살로 사망했다. 이 집단 학살의 특징은 나미브 사막에 갇힌 주민들이 굶주림, 갈증, 아마도 우물의 독성으로 인해 사망했다는 점이다.

## 철학

### 식민 의식과 전시회

#### 식민지 로비

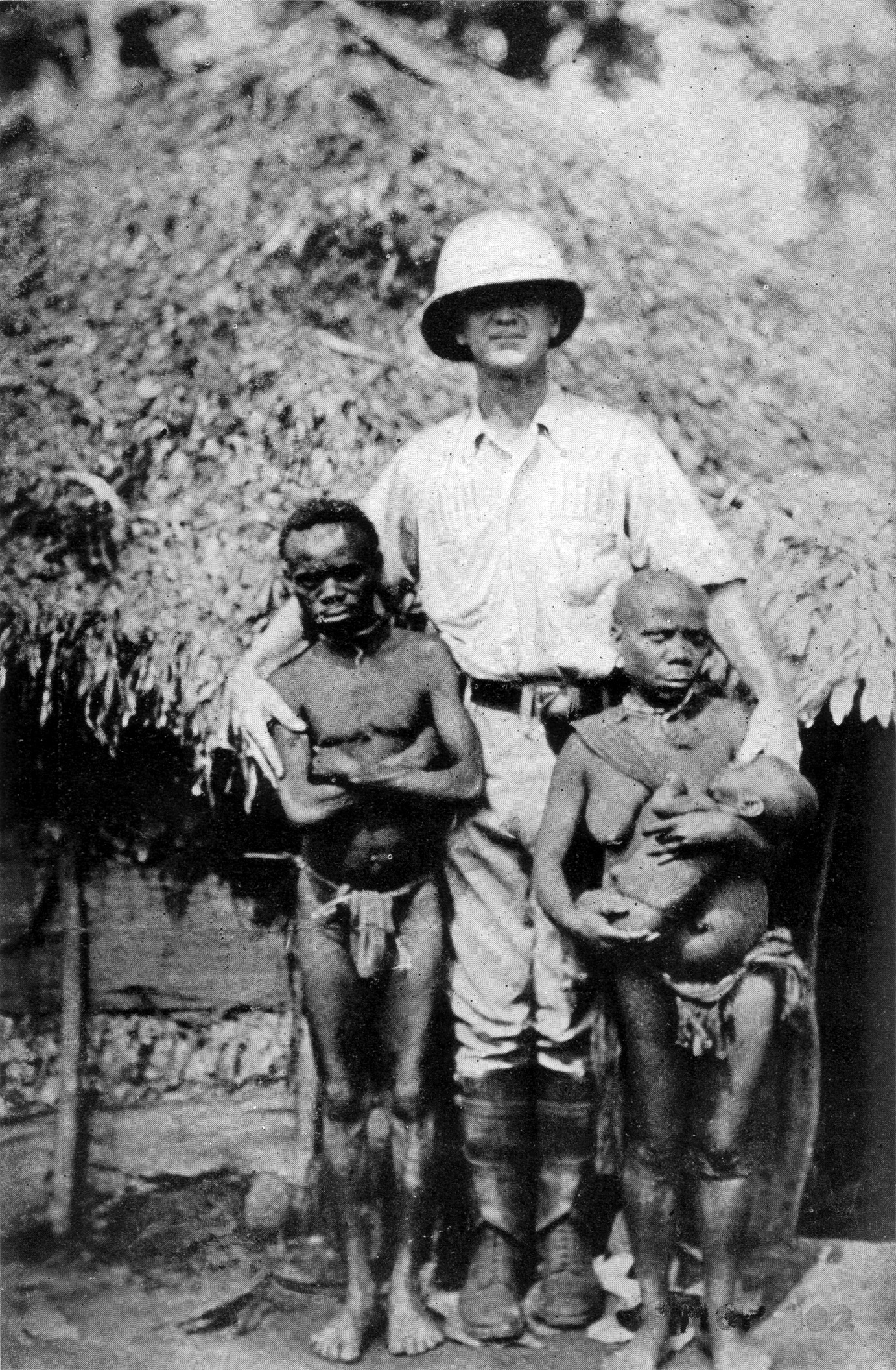
피그미와 유럽인. 일부 피그미족은 브롱크스 동물원에서 우생학자 매디슨 그랜트가 전시한 오타 벵가와 같이 인간 동물원에 전시되기도 했다.

제국주의는 초기 단계에서 일반적으로 개별 탐험가 외에도 일부 모험적인 상인도 가담했다. 식민 강대국은 해외에서 수행된 값비싼 모험을 아무런 반대 없이 승인하진 않았다. 윌리엄 글래드스턴과 같은 여러 중요한 정치 지도자는 초기에는 식민지화에 반대했다. 그러나 1880년에서 1885년 사이 두 번째 총리 임기 기간 글래드스턴은 내각의 식민지 로비에 저항할 수 없었고, 따라서 이집트에서 철수하겠다는 선거 공약을 실행하지 않았다. 글래드스턴은 개인적으로 제국주의에 반대했지만, 장기불황으로 인한 사회적 긴장은 징고이즘을 선호하게 만들었다. 제국주의자는 "애국심의 기생충"이 되었다. 프랑스에서는 급진당 정치인 조르주 클레망소가 이에 맹렬히 반대했다. 그는 식민지화가 "보주산맥의 푸른 선", 즉 1871년 프랑크푸르트 조약으로 독일 제국에 합병된 알자스-로렌 지역을 되찾으려는 레반시즘과 애국적 충동으로부터의 일탈이라고 생각했다. 클레망소는 1885년 통킹 재난 이후 쥘 페리 내각을 무너뜨렸다. 한나 아렌트의 《전체주의의 기원》(1951)에 따르면, 해외 영토에 대한 국가 주권의 확장은 인구에게 시민권을 부여하는 국민 국가의 통일성에 모순되었다. 따라서 식민지 주민을 국가-국가의 "시민"으로 간주할 수 있기 때문에 그들의 인권을 존중하려는 보편주의적 의지와 열등하다고 여겨지는 인구를 냉소적으로 착취하려는 제국주의적 추진력 사이의 긴장이 표면화되기 시작했다. 식민지화 국가의 일부 사람들은 조지프 콘래드의 《암흑의 심연》(1899)(키플링의 《백인의 짐》과 비슷한 시기에 출판됨)이나 루이페르디낭 셀린의 《밤 끝으로의 여행》 (1932)에 묘사된 것처럼, 식민지 행정이 스스로 방치될 때 발생하는 불필요한 악에 반대했다.
아프리카 분할과 다른 값비싼 해외 모험을 정당화하기 위해 식민지 로비가 등장했다. 독일, 프랑스, 영국에서 중산층은 종종 시장 성장을 보장하기 위해 강력한 해외 진출 정책을 추구했다. 심지어 약소국에서도 엔리코 코라디니와 같은 인물은 소위 "프롤레타리아 민족"을 위해 "태양 아래의 장소"를 주장하며, 초기 파시즘의 원형으로 민족주의와 군국주의를 강화했다.

#### 식민 선전과 징고이즘
수많은 식민주의 선전 팸플릿, 사상, 그림은 식민주의 열강의 대중적 징고이즘과 자부심 넘치는 내셔널리즘의 심리를 이용했다. 19세기 후반과 20세기 초 프랑스 식민주의 프로젝트의 특징은 문명화 사명이었는데, 이는 미개한 민족에게 문명을 전파하는 것이 유럽의 의무라는 원칙이었다. 이에 따라 식민지 관리는 프랑스 식민지, 특히 프랑스령 서아프리카와 마다가스카르에서 프랑스-유럽화 정책을 추진했다. 19세기 동안 프랑스 시민권과 프랑스 하원 의원 선출권은 과들루프, 마르티니크, 기아나, 레위니옹의 네 오래된 식민지뿐만 아니라 세네갈의 "네 코뮌" 주민들에게도 부여되었다. 대부분의 경우 선출된 의원은 백인 프랑스인이었지만, 1914년에 선출된 세네갈 출신 블레즈 디아뉴와 같은 흑인 의원도 있었다.

#### 식민지 전시회

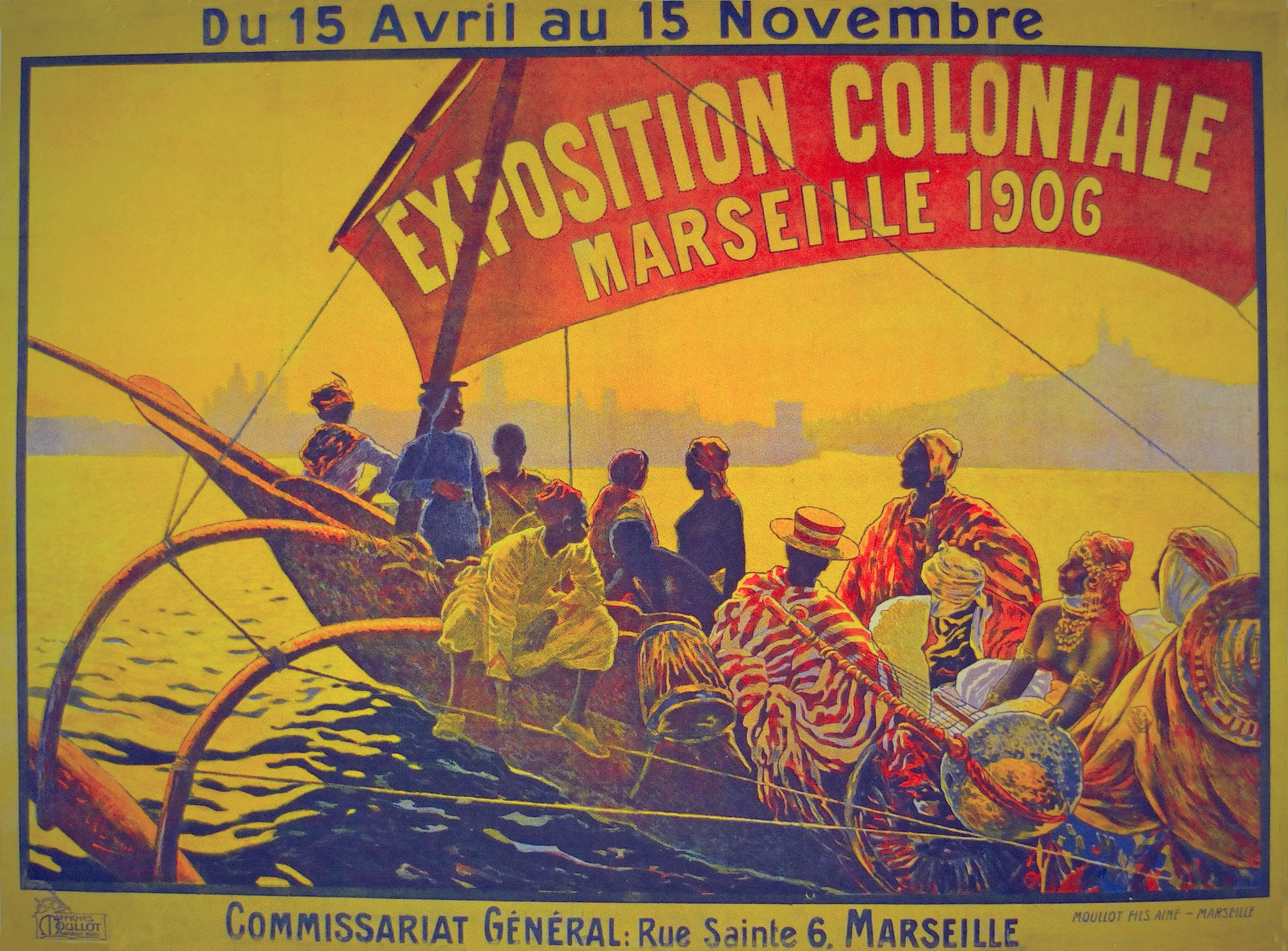
1906년 프랑스 마르세유 식민지 전시회 포스터

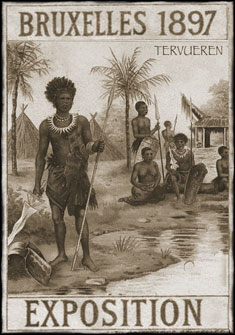
1897년 브뤼셀 국제 박람회 포스터

제1차 세계 대전이 끝날 무렵, 식민 제국은 유럽 거의 모든 곳에서 매우 인기가 많아졌다. 대부분의 본국 주민은 식민지를 한 조각도 보지 못했지만, 여론은 식민 제국의 필요성을 확신하게 되었다. 식민지 전시회는 식민지 로비와 다양한 과학자의 지원을 받은 식민지 선전으로 인해 대중의 사고방식 변화에 결정적인 역할을 했다. 따라서 영토 정복은 필연적으로 과학 및 여가 목적으로 원주민을 대중에게 전시하는 행위로 이어졌다.
독일의 야생 동물 상인이자 유럽 동물원 대부분의 미래 사업가인 칼 하겐베크는 1874년에 사모아와 사미족을 "순수한 자연" 민족으로 전시하기로 결정했다. 1876년 그는 새로 정복한 이집트 수단으로 협력자 중 한 명을 보내 야생 동물과 누비아인을 데려오게 했다. 파리, 런던, 베를린에서 전시된 이 누비아인은 큰 성공을 거두었다. 이러한 "인간 동물원"은 함부르크, 안트베르펜, 바르셀로나, 런던, 밀라노, 뉴욕, 파리 등지에서 나타났으며 각 전시회에는 20만~30만 명의 방문객이 참석했다. 투아레그족은 프랑스가 팀북투를 정복한 후(1828년 르네 카이예가 무슬림으로 변장하여 방문하여 프랑스 지리학회에서 제공한 상을 수상) 전시되었고, 마다가스카르 점령 후에는 말라가시족, 1894년 베한진이 프랑스에 대한 미디어적인 패배 후에는 아보메이의 아마존족이 전시되었다. 기후 조건에 익숙하지 않아 원주민 중 일부는 노출로 사망하기도 했는데, 1892년 파리에서는 갈리비족 일부가 그랬다.
자르댕 다크리마타시옹(Jardin d'Acclimatation)의 관장 조프루아 드 생틸레르는 1877년에 누비아인과 이누이트족을 선보이는 두 개의 "민족학적 스펙터클"을 기획하기로 결정했다. 그 해 자르댕 다크리마타시옹의 입장권 판매량은 두 배로 늘어나 백만 명의 유료 입장객을 기록했으며, 이는 당시로서는 엄청난 성공이었다. 1877년부터 1912년까지 동물원에서는 약 30개의 "인종학적 전시회"가 열렸다. 파리의 1878년 세계 박람회에서는 "살아있는" 마다가스카르의 유명한 디오라마가 선보였고, 1900년 세계 박람회에서는 마다가스카르의 유명한 "살아있는" 디오라마가 선보였으며, 마르세유(1906년, 1922년)와 파리(1907년, 1931년)의 식민지 전시회에서는 종종 나체이거나 거의 나체인 인간을 우리에 가두어 전시했다. 유목민 "세네갈 마을"도 만들어져 식민 제국의 권력을 모든 사람에게 보여주었다.
미국에서는 매디슨 그랜트, 뉴욕 동물학회 회장이 1906년 브롱크스 동물원에서 피그미족 오타 벵가를 원숭이들과 함께 전시했다. 과학적 인종주의자이자 우생학자인 그랜트의 지시에 따라 동물원 감독 윌리엄 템플 혼어데이는 오타 벵가를 오랑우탄과 함께 우리에 넣고 "잃어버린 고리"라고 명명하여, 다윈주의, 특히 오타 벵가와 같은 아프리카인들이 유럽인보다 원숭이에 더 가깝다는 것을 보여주려 했다. 다른 식민지 전시회로는 1924년 대영 제국 전시회와 1931년 파리 "식민지 전시회"가 있었다.

### 질병 퇴치
20세기 초부터 열대 국가에서 질병을 퇴치하거나 통제하는 것이 모든 식민 강대국의 원동력이 되었다. 아프리카의 수면병 유행은 수백만 명의 위험에 처한 사람들을 체계적으로 검사하는 이동 팀을 통해 막혔다. 1880년대에 영국령 아시아에서 이탈리아군을 먹여 살리기 위해 에리트레아로 들어온 소들이 우역에 감염된 것으로 밝혀졌다. 토착 가축 무리의 대량 살상은 지역 생계에 심각한 피해를 입혔고, 사람들은 식민지 지배자를 위해 일해야 했다.
20세기에 아프리카는 평화, 기근 구제, 의료, 또한 무엇보다도 노예 무역의 종식 또는 감소를 통해 많은 국가에서 사망률이 감소했기 때문에 인구가 가장 크게 증가했다. 아프리카의 인구는 1900년 1억 2천만 명에서 오늘날 10억 명 이상으로 증가했다.

### 노예 제도 폐지
서유럽에서 계속되는 반노예제 운동은 아프리카 정복과 식민지화의 이유이자 핑계가 되었다. 이는 1889년~1890년 브뤼셀 노예무역 반대 회담의 주요 주제였다. 아프리카 분할 초기부터 사실상 모든 식민지 정권은 노예제와 노예 무역을 억압하려는 욕구 때문에 발생했다고 주장했다. 프랑스령 서아프리카에서는 프랑스의 정복과 폐지 이후, 1906년에서 1911년 사이에 백만 명 이상의 노예들이 주인으로부터 벗어나 이전 거주지로 도망쳤다. 마다가스카르에서는 프랑스가 1896년에 노예제를 폐지하여 약 50만 명의 노예가 해방되었다. 프랑스가 통제하는 사헬 지역에서는 1911년까지 노예제가 폐지되었다. 서구화를 시도하거나 유럽에 깊은 인상을 주려는 독립국은 때때로 노예제 억압 이미지를 조성했다. 유럽의 압력에 대응하여 소코토 칼리파국은 1900년에 노예제를 폐지했고, 에티오피아는 1932년에 공식적으로 노예제를 폐지했다. 식민 열강은 노예제를 폐지하는 데 대부분 성공했지만, 아프리카에서는 노예제가 여전히 활발히 이루어졌고, 점차 임금 경제로 전환되었다. 아프리카에서 노예제는 완전히 근절되지 않았다.

## 여파

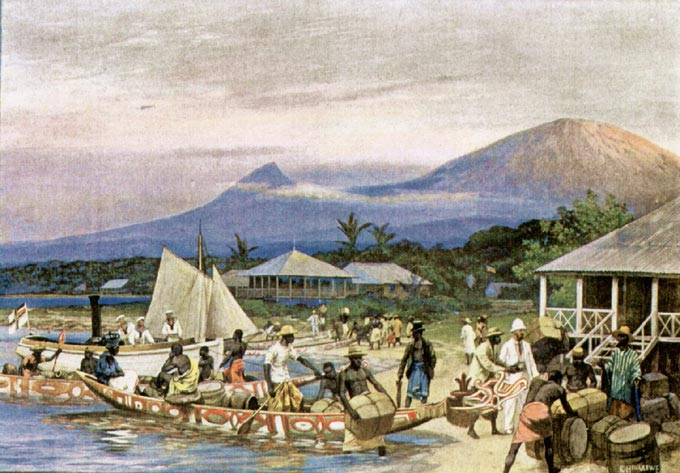
루돌프 헬그레베의 그림, 독일령 카메룬, 1908년

신제국주의 시대인 19세기 말까지 유럽은 전 세계 육지 면적의 5분의 1에 해당하는 거의 9,000,000 제곱마일 (23,000,000 km2)의 해외 식민지를 점령했다. 유럽의 공식적인 영토는 에티오피아, 라이베리아, 나중에 스페인령 사하라에 통합된 사기아엘함라를 제외한 전체 아프리카 대륙을 포함했다. 1885년에서 1914년 사이에 영국은 아프리카 인구의 거의 30%를 통제하에 두었고, 프랑스는 15%, 포르투갈은 11%, 독일은 9%, 벨기에는 7%, 이탈리아는 1%를 차지했다. 나이지리아 한 곳에서만 1,500만 명의 인구가 있었는데, 이는 프랑스령 서아프리카 전체 또는 독일 식민 제국 전체보다 많은 수치였다. 점유 면적 면에서는 프랑스가 약간 우세했지만 프랑스의 영토 대부분은 인구 밀도가 희박한 사하라 사막으로 이루어져 있었다.
경제적 확장 뒤에 정치적 제국주의가 뒤따랐으며, "식민지 로비"는 각 위기 때마다 국수주의와 징고이즘을 부추겨 식민지 사업을 정당화했다. 제국 열강 간의 긴장은 연쇄적인 위기로 이어졌고, 이는 1914년 8월에 폭발하여 이전의 경쟁과 동맹 관계가 주요 유럽 국가들을 제1차 세계 대전으로 끌어들이는 도미노 상황을 만들었다.

### 식민 강대국별 아프리카 식민지 목록

#### 벨기에

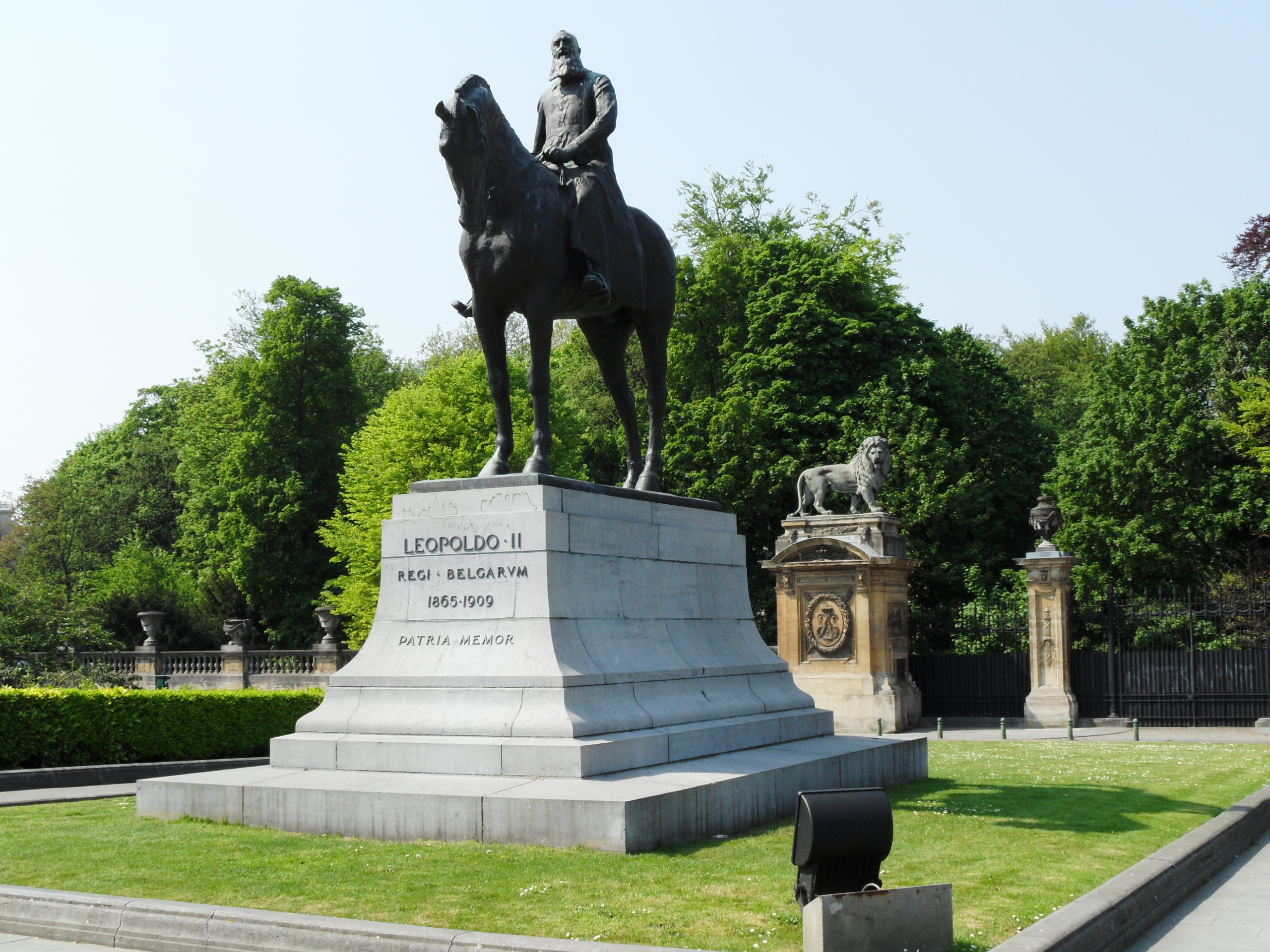
1885년부터 1908년까지 콩고 독립국의 주권자였던 레오폴 2세의 기마상. 벨기에 브뤼셀의 레장 광장에 있음.

- 벨기에령 콩고 (1908–1960, 현재 콩고 민주 공화국)
- 르완다-우룬디 (1922–1962, 현재 르완다 및 부룬디)

#### 프랑스

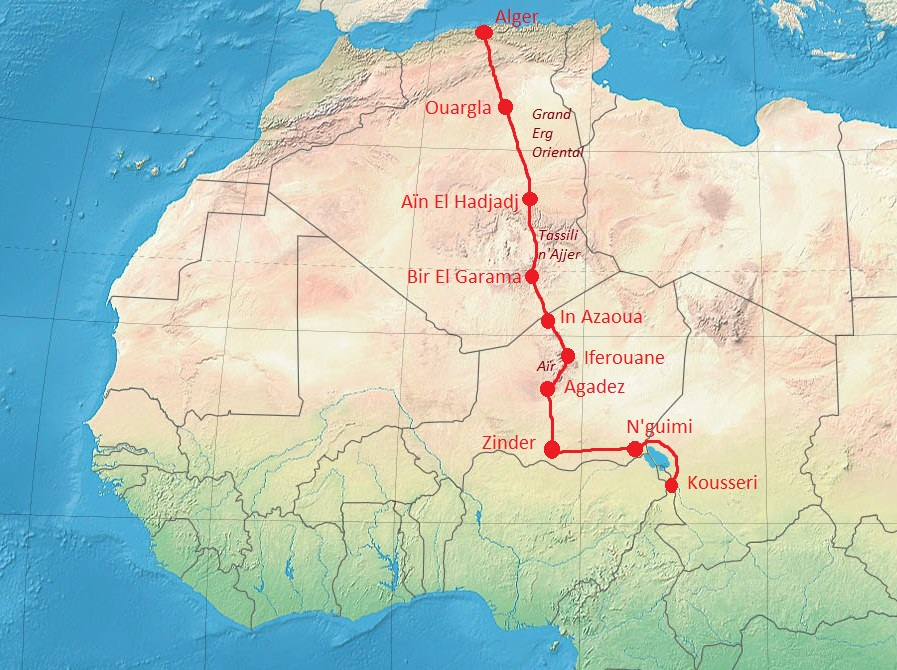
1898년 알제에서 푸레오-라미 군사 원정대가 파견되어 차드 분지를 정복하고 서아프리카의 모든 프랑스 영토를 통합했다.

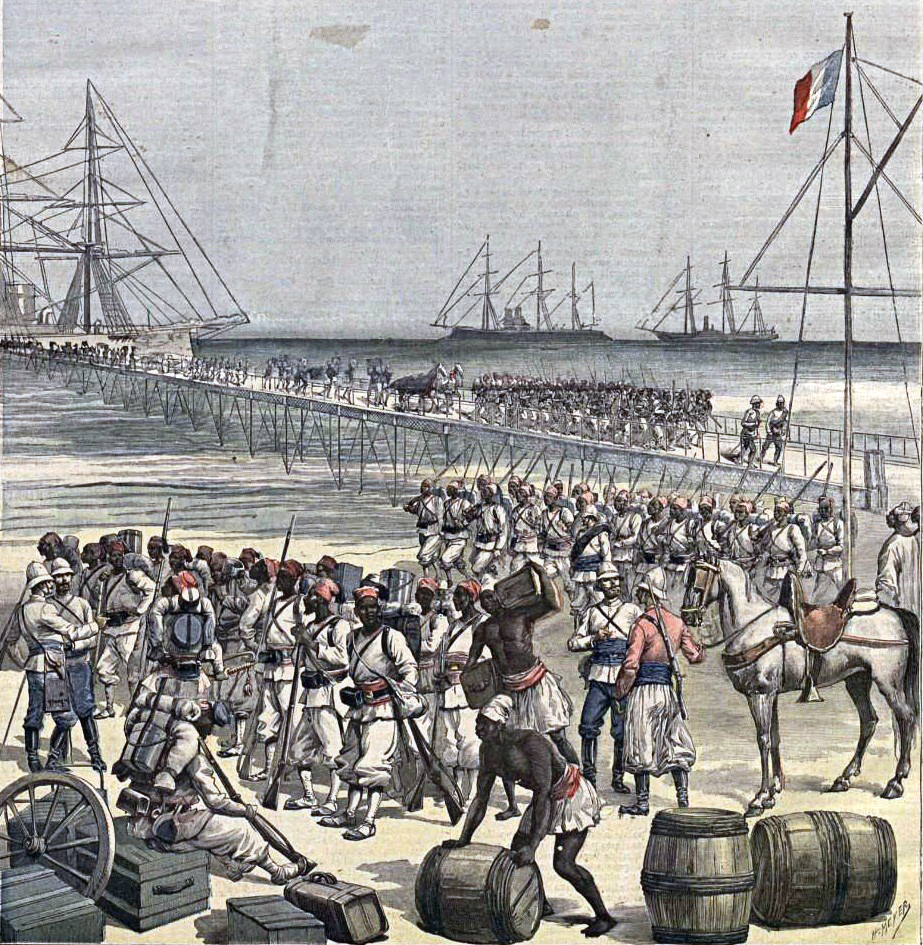
1892년 도드 대령이 이끄는 세네갈 티라이외르가 다호메이(현재의 베냉)를 정복했다.

| - 프랑스령 서아프리카 - 모리타니 - 세네갈 - 알브레다 (1681–1857, 현재 감비아의 일부) - 프랑스령 수단 (현재 말리, 1880–1958) - 라이베리아 (라이베리아의 영토 손실) - 프랑스령 기니 (현재 기니) - 코트디부아르 - 니제르 - 프랑스령 어퍼볼타 (현재 부르키나파소) - 프랑스령 다호메이 (현재 베냉) - 프랑스령 토골란드 (1916–60, 현재 토고) - 포르카도스 및 바지보 월경지 (현대 나이지리아에 위치) - 프랑스령 적도 아프리카 - 가봉 - 프랑스령 카메룬 (1922–60) - 프랑스령 콩고 (현재 콩고 공화국) - 우방기-샤리 (현재 중앙아프리카 공화국) - 차드 - 프랑스령 북아프리카 - 프랑스령 알제리 (1830–1962, 1848년부터 프랑스 본토의 일부로 관리됨) - 프랑스령 튀니지 보호령 - 프랑스령 모로코 보호령 - 페잔-가다메스 (1943–1951) (샤를 드골의 정복 후 UN이 행정권을 부여) - 이집트 (소유권 (1798–1801)) (프랑스와 영국의 공동통치령 (1876–1882)) - 프랑스령 동아프리카 - 프랑스령 마다가스카르 - 코모로 - 프랑스령 인도양 군도 - 프랑스령 소말릴란드 (현재 지부티) - 일드프랑스 (1715–1810) (현재 모리셔스) |

#### 독일
- 독일령 카메룬 (현재 카메룬 및 나이지리아의 일부, 1884–1916)
- 독일령 동아프리카 (현재 르완다, 부룬디 및 탄자니아의 대부분, 1885–1919)
- 독일령 남서아프리카 (현재 나미비아, 1884–1915)
- 독일령 토골란드 (현재 토고 및 가나의 동부 지역, 1884–1914)

제1차 세계 대전 이후 독일의 영토는 영국(서부 카메룬 일부, 탄자니아, 서부 토고, 나미비아 차지), 프랑스(카메룬 대부분과 동부 토고 차지), 벨기에(르완다와 부룬디 차지) 영토로 분할되었다.

#### 이탈리아

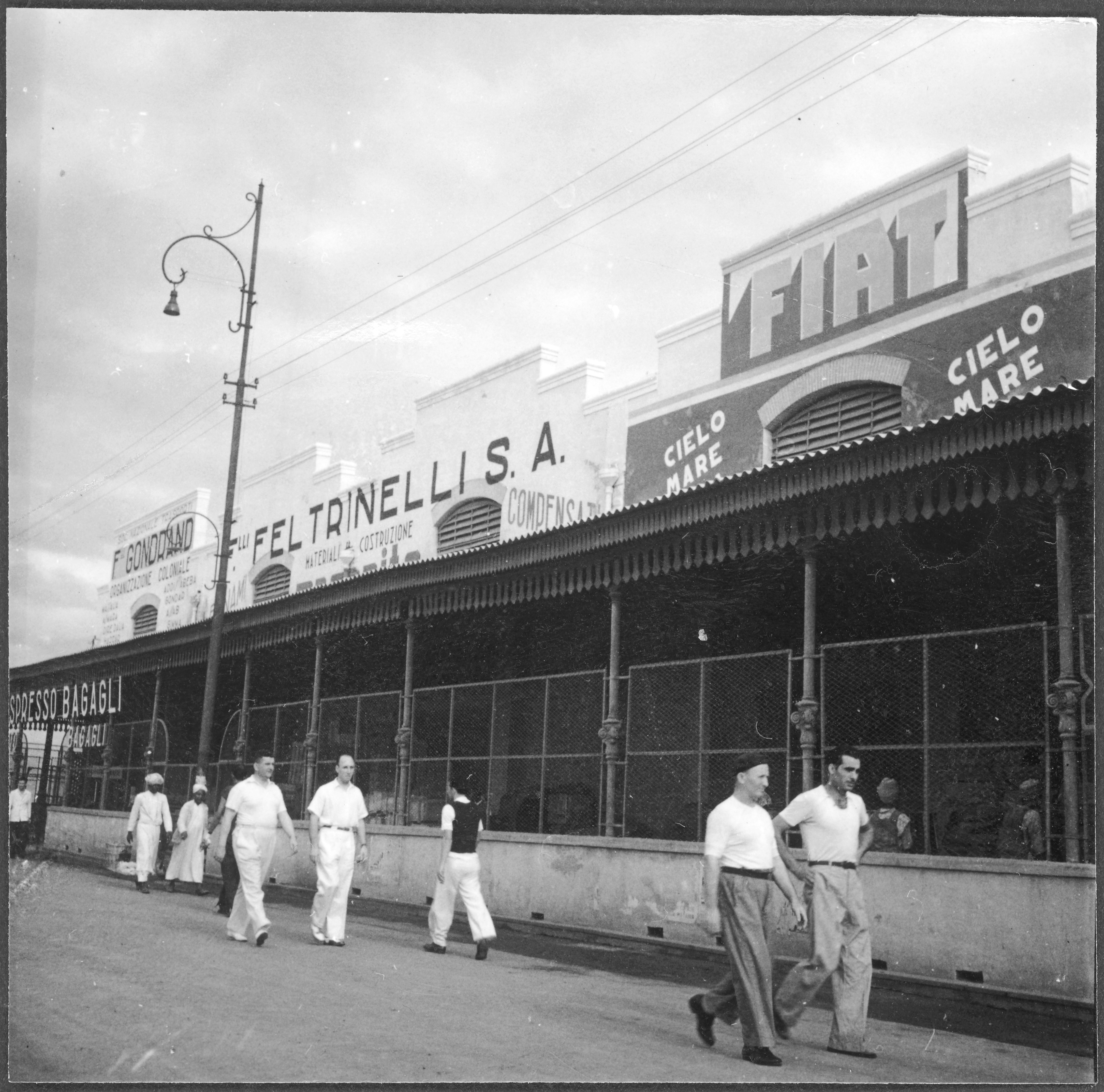
마사와의 이탈리아 정착민

- 이탈리아령 에리트레아 (1882–1936)
- 이탈리아령 소말리아 (1889–1936)
- 이탈리아령 에티오피아 (1936–1941)
  - 올트레 주바 (1925년 이탈리아령 소말리아에 합병됨)
- 리비아
  - 이탈리아령 트리폴리타니아 (1911–1934)
  - 이탈리아령 키레나이카 (1911–1934)
  - 이탈리아령 리비아 (1934년 트리폴리타니아와 키레나이카 통합 이후) (1934–1943, 1939–1943년 기간 해안 지역은 이탈리아 본토의 일부로 관리됨)

전간기 동안 이탈리아령 에티오피아는 이탈리아령 에리트레아 및 이탈리아령 소말릴란드와 함께 이탈리아령 동아프리카 (A.O.I., "Africa Orientale Italiana", 파시스트 정부에 의해 L'Impero로도 정의됨)를 형성했다.

#### 포르투갈

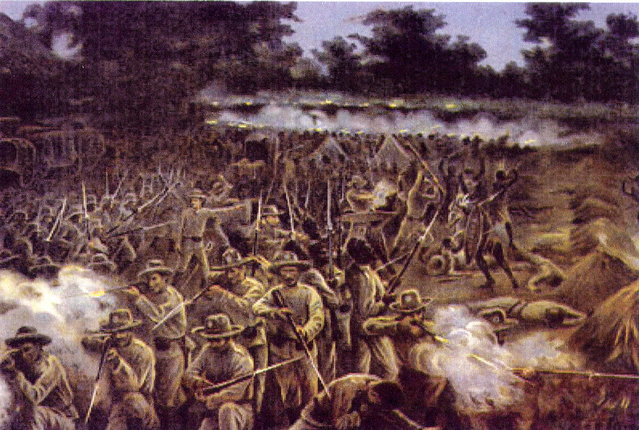
포르투갈령 모잠비크의 마라쿠엔은 1895년 포르투갈과 가자의 군군하나 왕 사이에 결정적인 전투가 벌어진 곳이다.

| - 포르투갈령 앙골라 (현재 앙골라) (1575–1975) - 본토 앙골라 - 포르투갈령 콩고 (현재 카빈다주 앙골라) - 포르투갈령 모잠비크 (현재 모잠비크) (1505–1975) - 포르투갈령 기니 (현재 기니비사우) (1588–1974) - 포르투갈령 골드코스트 (현재 가나의 일부) (1482–1642) - 포르투갈령 카보베르데 (1462–1975) - 포르투갈령 상투메 프린시페 (1485–1975) - 상투메섬 - 프린시페섬 - 상 주앙 바프티스타 드 아주다 요새 (현재 베냉의 우이다) |

1951년 6월 11일, 포르투갈은 아프리카 식민지를 포함한 식민지를 해외 주로 관리하기 시작했다.

#### 스페인
| - 북부 스페인령 모로코 - 셰프샤우엔 (차우엔) - 제발라 (예발라) - 케르트 - 루코스 (루쿠스) - 리프 - 스페인령 서아프리카 (1946–1958) - 이프니 (1934–1969) - 남부 스페인령 모로코 (카보 주비) - 스페인령 사하라 (현재 서사하라) (1884–1958년 스페인 식민지, 1958–1976년 스페인 주) - 사기아 엘 함라 - 리오 데 오로 - 스페인령 기니 (현재 적도 기니) (1858–1968) - 페르난도 포 - 리오무니 - 안노본주 |

#### 영국

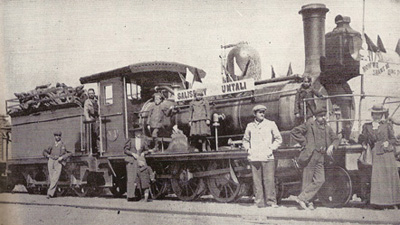
1899년 로디지아 철도 개통

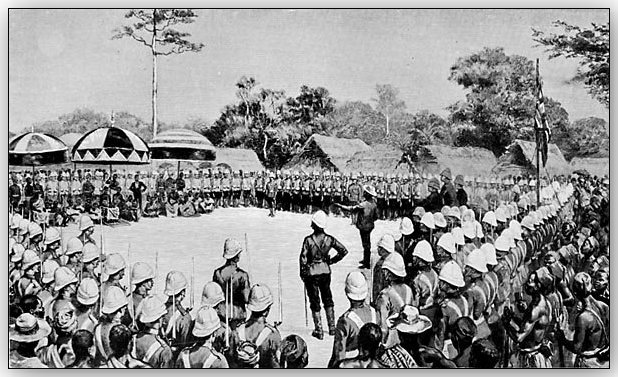
1896년 제4차 영국-아샨티 전쟁 이후, 영국은 아샨티 왕국에 대한 보호령을 선포했다.

영국은 주로 인도와의 안전한 통신선을 유지하는 데 관심이 있었으며, 이는 처음에 이집트와 남아프리카에 대한 관심을 불러일으켰다. 이 두 지역이 확보되자, 세실 로즈와 같은 영국 식민주의자는 케이프-카이로 철도를 건설하고 광물 및 농업 자원을 개발하려 시도했다. 나일강의 통제는 전략적 및 상업적 이점으로 간주되었다. 전반적으로 1921년까지 영국은 아프리카의 약 33.23%, 즉 3,897,920 mi2 (10,09,55,66 km2)를 통제했다.
| - 이집트 - 영국령 키레나이카 (1943–1951, 현재 리비아의 일부) - 영국령 트리폴리타니아 (1943–1951, 현재 리비아의 일부) - 앵글로-이집트 수단 (1899–1956) - 영국령 소말릴란드 (현재 소말리아의 일부) - 영국령 동아프리카: - 케냐 식민지 - 우간다 보호령 - 탄자니아: - 탕가니카 영토 (1919–61) - 잔지바르 - 영국령 모리셔스 - 베추아날란드 (현재 보츠와나) - 남로디지아 (현재 짐바브웨) - 북로디지아 (현재 잠비아) - 영국령 세이셸 - 영국령 남아프리카 - 남아프리카 공화국: - 트란스발 식민지 - 케이프 식민지 - 나탈 식민지 - 오렌지강 식민지 - 남서아프리카 (1915년부터, 현재 나미비아) - 영국령 서아프리카 - 영국령 감비아 - 영국령 시에라리온 - 영국령 나이지리아 - 영국령 토골란드 (1916–56, 현재 가나의 일부) - 카메룬 (1922–61, 현재 카메룬 및 나이지리아의 일부) - 영국령 골드코스트 (현재 가나) - 니아살랜드 (현재 말라위) - 바수톨란드 (현재 레소토) - 스와질란드 (현재 에스와티니) - 세인트헬레나 어센션 트리스탄다쿠냐 |

#### 독립국
- 라이베리아는 1822년에 미국식민협회, 즉 미국과 카리브해에서 해방된 아프리카계 미국인 및 카리브 노예를 재정착시키기 위해 설립된 사적인 단체에서 시작되어 설립, 식민지화, 정착, 통제되었다.[132][133] 라이베리아는 1847년 7월 26일에 미국식민협회로부터 독립을 선언했다.[134] 라이베리아는 아프리카에서 가장 오래된 공화국이자 세계에서 두 번째로 오래된 흑인 공화국(아이티 다음)이다. 라이베리아는 유럽 강대국이 이를 미국의 영토, 식민지,[135] 또는 보호령으로 보았기 때문에 이 시기 동안 독립을 유지했다.
- 같은 강대국은 에티오피아가 이탈리아의 보호령이라고 가정했지만 에티오피아는 이를 결코 받아들이지 않았고, 이탈리아로부터의 독립은 1896년 아두와 전투 이후 맺어진 아디스아바바 조약이 체결된 후에 인정되었다.[136] 에티오피아는 1936년 베니토 무솔리니의 파시스트 이탈리아에 점령되어 이탈리아령 에리트레아 및 소말릴란드에 합병되어 이탈리아령 동아프리카로 흡수되었다. 1941년 제2차 세계 대전 중에는 영국군에 점령되었고, 군정 기간 이후 1944년에 완전한 주권을 회복했다.[137]
- 아우사 술탄국은 18세기부터 20세기까지 존재했다. 에티오피아 제국은 명목상 이 지역에 대한 권리를 주장했지만 강한 저항에 부딪혔다. 사막 전투 기술 덕분에 아파르족은 독립을 유지할 수 있었다.[138] 술탄 야요는 로마를 방문하여 다른 동아프리카 귀족과 함께 이탈리아령 동아프리카 수립을 지지했다.[139] 이는 이 지역의 독립의 종말을 알렸고, 아우사 지역은 해체되어 이탈리아령 동아프리카에 편입되었다.
- 현재의 앙골라 남동부에 위치한 음분다 왕국 또한 아프리카 분할 시기 동안 독립을 유지했다. 최대 범위는 목시코 중부의 미티모이부터 남동쪽의 쿠안도쿠방고주까지 확장되었으며, 나미비아와 국경을 접했다. 포르투갈은 콜롱공고 전쟁에서 음분다 왕국에 선전포고를 했고, 결국 1917년에 이 왕국을 정복하고 므웨네 음반두 리온치 카포바 왕을 사로잡았다.[3]
- 독일이 1884년 나미비아에 식민지를 세웠을 때, 오밤보 왕국은 침공받지 않았다. 제1차 세계 대전 이후 나미비아는 남아프리카 정부의 개입으로 남아프리카 연방에 합병되었다. 이로 인해 남아프리카의 플랜테이션, 가축 사육, 광산 운영이 오밤볼란드에 진입하면서 큰 변화가 일어났다. 이전에 해안, 북부, 동부 지역에 초점을 맞추었던 앙골라의 포르투갈 식민지 행정부는 확장되는 남아프리카의 존재에 대비하여 남앙골라에 진입하여 국경을 형성했다. 오밤보족은 1920년대와 1930년대에 남아프리카 통치에 대항하여 여러 차례 무장 반란을 일으켰지만, 모두 연방 방위군에게 진압되었다.[5]
- 데르비시국은 1899년부터 1920년까지 존재했으며, 대영제국을 네 차례 성공적으로 격퇴하고 후퇴시켰다. 데르비시국은 아프리카 대륙에서 유일하게 독립을 유지한 이슬람 국가였다.[140] 데르비시국은 1920년 소말릴란드 원정 이후 패배했다.
- 나이지리아의 에그바인 정부인 에그바는 1914년 나이지리아 식민지 보호령에 합병될 때까지 영국에 의해 독립국으로 법적 인정을 받았다.[1]

### 현대 사건과의 연관성

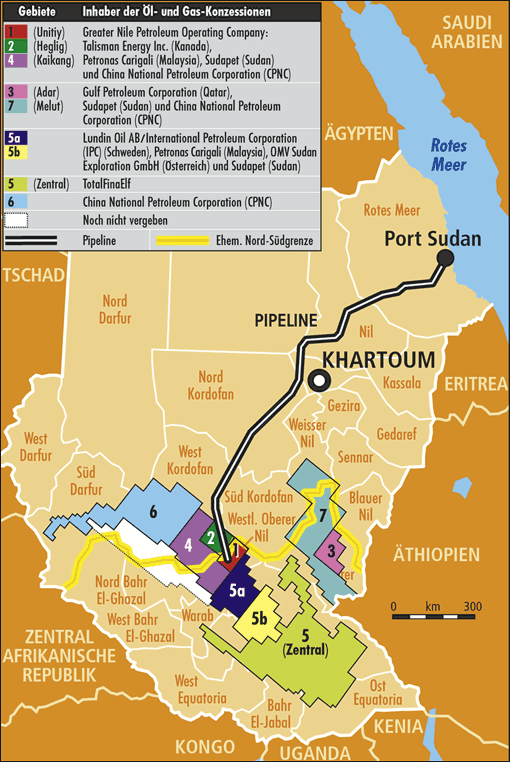
2004년 수단의 석유 및 가스 양허권 상황

반신자유주의 학자는 구시대의 아프리카 분할을 탈식민지 아프리카에서 "아프리카 신자유주의" 자본주의 운동의 출현과 일치하는 새로운 아프리카 분할과 연결시킨다. 제2차 세계 대전 이후 아프리카 국가가 독립하기 시작했을 때, 이들의 탈식민지 경제 구조는 다양화되지 않고 선형적으로 남아 있었다. 대부분의 경우, 한 국가의 경제는 주로 현금작물이나 천연 자원에 의존했다. 이들 학자는 탈식민지화 과정이 구조적으로 의존적인 경제 관계를 통해 독립 아프리카 국가들을 식민 강대국의 자비에 맡겼다고 주장한다. 또한 그들은 구조 조정 프로그램이 많은 아프리카 정치 및 경제 시스템의 사유화와 자유화를 초래하여 아프리카를 강제로 세계 자본주의 시장으로 밀어넣었으며, 이러한 요인들이 서구 이념적 경제 및 정치 시스템 하에서의 발전으로 이어졌다고 주장한다.

### 석유 국가
세계화 시대에 여러 아프리카 국가들은 석유 국가로 부상했다(예: 앙골라, 카메룬, 나이지리아, 수단). 이들은 초국적 석유 회사와 석유가 풍부한 아프리카 국가의 지배 엘리트 계층 간의 경제적, 정치적 파트너십을 가진 국가들이다. 이 시기 동안 수많은 국가가 아프리카와 신제국주의 관계를 맺었다. 메리 길마틴은 "물질적 및 상징적 공간의 전유[는] 제국주의적 확장과 통제의 핵심"이라고 지적하며, 세계화 시대에 국제적으로 토지를 통제하는 데 투자하는 국가들이 신식민주의에 참여하고 있다고 말한다. 중국(및 다른 아시아 국가들) 국영 석유 회사는 아프리카의 경쟁이 치열한 석유 부문에 진입했다. 중국 석유 천연가스 공사는 대나일 석유 운영 회사의 40%를 인수했다. 또한 수단은 국내 생산 석유의 50~60%를 중국에 수출하고 있으며, 이는 중국 수입의 7%를 차지한다. 중국은 또한 아프리카 유전의 지분을 매입하고, 산업 관련 인프라 개발에 투자하며, 아프리카 전역에서 대륙 석유 양허권을 획득했다.

## 같이 보기

### 목록
- 서구 식민주의의 연대기
- 유럽의 아프리카 식민지 목록
- 아프리카의 역사 속 왕국과 제국 목록
- 옛 나라 목록
- 프랑스의 식민지 목록

### 기타 주제
- 유럽 식민주의와 식민화 분석
- 듀랜드 라인
- 아프리카의 경제사
- 프랑스 식민제국
- 대영 제국의 역사저술학
- 국제 관계 (1814년-1919년)
- 중국 분할
- 사이크스–피코 협정
- 유럽계 아프리카인

## 참고 문헌
- Brantlinger, Patrick (1985). 《Victorians and Africans: The Genealogy of the Myth of the Dark Continent》 (PDF). 《Critical Inquiry》 12. 166–203쪽. doi:10.1086/448326. JSTOR 1343467. S2CID 161311164.
- Hochschild, Adam (2006) [1998]. 《레오폴드 2세의 유령: 식민지 아프리카의 탐욕, 테러, 영웅 이야기》. London: Pan Books. ISBN 978-0-330-44198-8.
- Pakenham, Thomas (1991). 《The Scramble for Africa: The White Man's Conquest of the Dark Continent from 1876 to 1912》. London: Abacus. ISBN 978-0-349-10449-2. OL 9863165M.
- Robinson, Ronald; Gallagher, John; Denny, Alice (1961). 《Africa and the Victorians: The official mind of imperialism》 2판. Macmillan. ISBN 9780333310069. OL 17989466M.
- Shillington, Kevin (2005). 《History of Africa》. Palgrave Macmillan. ISBN 978-0-333-59957-0.
- Southall, Roger; Melber, Henning (2009). 《A New Scramble For Africa?: Imperialism, Investment and Development》. University of KwaZulu-Natal Press.

## 추가 읽기
- Aldrich, Robert. Greater France: A History of French Overseas Expansion (1996)
- Atkinson, David. "Constructing Italian Africa: Geography and Geopolitics". Italian colonialism (2005): 15–26.
- Axelson, Eric. Portugal and the Scramble for Africa: 1875–1891 (Johannesburg, Witwatersrand UP, 1967)
- Betts, Raymond F., ed. The scramble for Africa: causes and dimensions of empire (Heath, 1972), short excerpts from historians. online
- Boddy-Evans, Alistair. "What Caused the Scramble for Africa?" African History (2012). online
- Chamberlain, Muriel Evelyn. The scramble for Africa (4th ed. Routledge, 2014) excerpt and text search; also complete text of 2nd edition 1999
- Curtin, Philip D. Disease and empire: The health of European Troops in the Conquest of Africa (케임브리지 대학교 출판부, 1998)
- Darwin, John. "Imperialism and the Victorians: The dynamics of territorial expansion." English Historical Review (1997) 112#447 pp. 614–42.
- Finaldi, Giuseppe. Italian National Identity in the Scramble for Africa: Italy's African Wars in the Era of Nation-building, 1870–1900 (Peter Lang, 2009)
- Förster, Stig, Wolfgang Justin Mommsen, and Ronald Edward Robinson, eds. Bismarck, Europe and Africa: The Berlin Africa conference 1884–1885 and the onset of partition (옥스퍼드 대학교 출판부, 1988) online
- Gifford, Prosser, and William Roger Louis. France and Britain in Africa: Imperial Rivalry and Colonial Rule (1971)
- Gifford, Prosser, and William Roger Louis. Britain and Germany in Africa: Imperial rivalry and colonial rule (1967) online.
- Gjersø, Jonas Fossli (2015). 《The Scramble for East Africa: British Motives Reconsidered, 1884–95》. 《Journal of Imperial and Commonwealth History》 43. 831–860쪽. doi:10.1080/03086534.2015.1026131. S2CID 143514840.
- Hammond, Richard James. Portugal and Africa, 1815–1910: a study in uneconomic imperialism (스탠퍼드 대학교 출판부, 1966) online
- Henderson, W.O. The German Colonial Empire, 1884–1919 (London: Frank Cass, 1993)
- Hinsley, F.H. ed. The New Cambridge Modern History, Vol. 11: Material Progress and World-Wide Problems, 1870–98 (1962) contents pp. 593–40.
- Klein, Martin A. Slavery and colonial rule in French West Africa (Cambridge University Press, 1998)
- Koponen, Juhani, The Partition of Africa: A Scramble for a Mirage? Nordic Journal of African Studies, 2, no. 1 (1993): 134.
- Lewis, David Levering. The race to Fashoda: European colonialism and African resistance in the scramble for Africa (1988) online
- Lovejoy, Paul E. Transformations in slavery: a history of slavery in Africa (Cambridge University Press, 2011)
- Lloyd, Trevor Owen. Empire: the history of the British Empire (2001).
- Mackenzie J.M. The Partition of Africa, 1880–1900, and European Imperialism in the Nineteenth Century (London 1983) online
- Middleton, Lamar. The Rape Of Africa (London, 1936) online
- Minawi, Mustafa. The Ottoman Scramble for Africa Empire and Diplomacy in the Sahara and the Hijaz (2016) online
- Oliver, Roland, Sir Harry Johnston and the Scramble for Africa (1959) online
- Penrose, E.F., ed. European Imperialism and the Partition of Africa (London, 1975).
- Perraudin, Michael, and Jürgen Zimmerer, eds. German colonialism and national identity (London: Taylor & Francis, 2010).
- Porter, Andrew, ed. The Oxford history of the British Empire: The nineteenth century. Vol. 3 (1999) online, pp. 624–650.
- Robinson, Ronald, and John Gallagher. "The partition of Africa", in The New Cambridge Modern History vol XI, pp. 593–640 (Cambridge, 1962).
- Rotberg, Robert I. The Founder: Cecil Rhodes and the Pursuit of Power (1988) excerpt and text search;
- Sarr, Felwine, and Savoy, Bénédicte, The Restitution of African Cultural Heritage, Toward a New Relational Ethics (2018) http://restitutionreport2018.com/sarr_savoy_en.pdf 보관됨 2021-03-26 - 웨이백 머신
- Sanderson, G.N., "The European partition of Africa: Coincidence or conjuncture?" Journal of Imperial and Commonwealth History (1974) 3#1 pp. 1–54.
- Stoecker, Helmut. German imperialism in Africa: From the beginnings until the Second World War (Hurst & Co., 1986.)
- Thomas, Antony. Rhodes: The Race for Africa (1997) excerpt and text search
- Thompson, Virginia, and Richard Adloff. French West Africa (Stanford University Press, 1958)
- Vandervort, Bruce. Wars of Imperial Conquest in Africa, 1830―1914 (인디애나 대학교 출판부, 2009).
- Wesseling, H.L. and 아놀드 J. 포메란스. Divide and rule: The partition of Africa, 1880–1914 (Praeger, 1996.)

### 1차 자료
- Brooke-Smith, Robin. Documents And Debate: The Scramble For Africa (Macmillan Education, 1987) online
- Chamberlain. M.E. The Scramble for Africa (2nd ed. 1999) pp. 94–125 online